# 2020-as WTA-szezon
A 2020-as WTA-szezon a WTA, azaz a női profi teniszezők nemzetközi szövetsége által szervezett versenysorozat 2020-as évada. A szezon magába foglalja a Nemzetközi Teniszszövetség (ITF) által felügyelt Grand Slam-tornákat, a Premier tornákat, az International tornákat, az ITF által szervezett Fed-kupát, valamint a két év végi versenyt, a WTA Elite Trophy tornát, és a WTA Finals világbajnokságot.
A 2020-as szezonban összesen 60 tornán indulhattak volna a versenyzők, ebből 55 torna a WTA szervezésében, ez egészült volna ki a négy Grand Slam-tornával, valamint az olimpiai játékok teniszversenyeivel. A Covid19-pandémia miatt a versenynaptár év közben módosításra került: több torna, köztük a wimbledoni teniszbajnokság, valamint az olimpiai tenisztorna elmaradt, és több torna áthelyezésre került új időpontra. Az év végi világbajnokság, valamint a WTA Elite Trophy tornák is elmaradtak, ezért az éves pontverseny (race) számolását március 9-én leállították. A pontverseny március 9–augusztus 3. között befagyastásra került. Elmaradt a Budapesten megrendezésre tervezett Fed-kupa-csapatverseny is.

## Az év kiemelkedő magyar eredményei

### Tornagyőzelem (2)
Január:
- Babos Tímea – Australian Open – női páros

Szeptember:
- Babos Tímea – Roland Garros – női páros

## Versenynaptár
A WTA 2020-as teljes versenynaptára, feltüntetve benne a legalább negyeddöntőbe jutott versenyzőket.
A színjelölések
| Grand Slam-tornák     |
| WTA Premier Mandatory |
| WTA Premier 5         |
| WTA Premier           |
| WTA International     |
| WTA Finals            |
| WTA Elite Trophy      |
| Olimpia               |
| Csapatversenyek       |

Rövidítések: KM=körmérkőzés; E=egyéni; Q=kvalifikáció; P=páros; (f)=fedett pályán.

### Január
| Kezdés                | Torna | Győztesek                                              | Ellenfelek a döntőben              | Elődöntősök                           | Negyeddöntősök                                                         |
| --------------------- | --- | ------------------------------------------------------ | ---------------------------------- | ------------------------------------- | ---------------------------------------------------------------------- |
| Január 6.             | Brisbane International Brisbane, Ausztrália WTA Premier 1 000 000 – Kemény – 30E/32Q/16P                               | Karolína Plíšková 6–4, 4–6, 7–5                        | Madison Keys                       | Petra Kvitová Ószaka Naomi            | Jennifer Brady Danielle Collins Kiki Bertens Alison Riske              |
| Január 6.             | Brisbane International Brisbane, Ausztrália WTA Premier 1 000 000 – Kemény – 30E/32Q/16P                               | Hszie Su-vej Barbora Strýcová 3–6, 7–6(7), [10–8]      | Ashleigh Barty Kiki Bertens        | Petra Kvitová Ószaka Naomi            | Jennifer Brady Danielle Collins Kiki Bertens Alison Riske              |
| Január 6.             | Shenzhen Open Sencsen, Kína WTA International 775 000 – Kemény – 32E/16Q/16P                                           | Jekatyerina Alekszandrova 6–2, 6–4                     | Jelena Ribakina                    | Garbiñe Muguruza Kristýna Plíšková    | Zarina Dias Vang Csiang Elise Mertens Katerina Bondarenko              |
| Január 6.             | Shenzhen Open Sencsen, Kína WTA International 775 000 – Kemény – 32E/16Q/16P                                           | Barbora Krejčíková Kateřina Siniaková 6–2, 3–6, [10–4] | Tuan Jing-jing Cseng Szaj-szaj     | Garbiñe Muguruza Kristýna Plíšková    | Zarina Dias Vang Csiang Elise Mertens Katerina Bondarenko              |
| Január 6.             | ASB Classic Auckland, Új-Zéland WTA International 275 000 – Kemény – 32E/32Q/16P                                       | Serena Williams 6–3, 6–4                               | Jessica Pegula                     | Amanda Anisimova Caroline Wozniacki   | Laura Siegemund Eugenie Bouchard Julia Görges Alizé Cornet             |
| Január 6.             | ASB Classic Auckland, Új-Zéland WTA International 275 000 – Kemény – 32E/32Q/16P                                       | Asia Muhammad Taylor Townsend 6–4, 6–4                 | Serena Williams Caroline Wozniacki | Amanda Anisimova Caroline Wozniacki   | Laura Siegemund Eugenie Bouchard Julia Görges Alizé Cornet             |
| Január 13.            | Adelaide International Adelaide, Ausztrália WTA Premier 848 000 $ – Kemény – 30E/24Q/16P                               | Ashleigh Barty 6–2, 7–5                                | Dajana Jasztremszka                | Danielle Collins Arina Szabalenka     | Markéta Vondroušová Belinda Bencic Donna Vekić Simona Halep            |
| Január 13.            | Adelaide International Adelaide, Ausztrália WTA Premier 848 000 $ – Kemény – 30E/24Q/16P                               | Nicole Melichar Hszü Ji-fan 2–6, 7–5, [10–5]           | Gabriela Dabrowski Darija Jurak    | Danielle Collins Arina Szabalenka     | Markéta Vondroušová Belinda Bencic Donna Vekić Simona Halep            |
| Január 13.            | Moorilla Hobart International Hobart, Ausztrália WTA International 275 000 $ – Kemény – 32E/24Q/16P                    | Jelena Ribakina 7–6(7), 6–3                            | Csang Suaj                         | Heather Watson Veronyika Kugyermetova | Elise Mertens Lizette Cabrera Lauren Davis Garbiñe Muguruza            |
| Január 13.            | Moorilla Hobart International Hobart, Ausztrália WTA International 275 000 $ – Kemény – 32E/24Q/16P                    | Nagyija Kicsenok Szánija Mirza 6–4, 6–4                | Peng Suaj Csang Suaj               | Heather Watson Veronyika Kugyermetova | Elise Mertens Lizette Cabrera Lauren Davis Garbiñe Muguruza            |
| Január 20. Január 27. | Australian Open Melbourne, Ausztrália Grand Slam 12 122 762 $ – Kemény 128E/128Q/64P/32V Egyéni – Páros – Vegyes páros | Sofia Kenin 4–6, 6–2, 6–2                              | Garbiñe Muguruza                   | Ashleigh Barty Simona Halep           | Petra Kvitová Unsz Dzsábir Anett Kontaveit Anasztaszija Pavljucsenkova |
| Január 20. Január 27. | Australian Open Melbourne, Ausztrália Grand Slam 12 122 762 $ – Kemény 128E/128Q/64P/32V Egyéni – Páros – Vegyes páros | Babos Tímea Kristina Mladenovic 6–2, 6–1               | Hszie Su-vej Barbora Strýcová      | Ashleigh Barty Simona Halep           | Petra Kvitová Unsz Dzsábir Anett Kontaveit Anasztaszija Pavljucsenkova |
| Január 20. Január 27. | Australian Open Melbourne, Ausztrália Grand Slam 12 122 762 $ – Kemény 128E/128Q/64P/32V Egyéni – Páros – Vegyes páros | Barbora Krejčíková Nikola Mektić 5–7, 6–4, [10–1]      | Bethanie Mattek-Sands Jamie Murray | Ashleigh Barty Simona Halep           | Petra Kvitová Unsz Dzsábir Anett Kontaveit Anasztaszija Pavljucsenkova |

### Február
| Kezdés      | Torna | Győztesek | Ellenfelek a döntőben | Elődöntősök                                        | Negyeddöntősök                                                      |
| ----------- | --- | --- | --- | -------------------------------------------------- | ------------------------------------------------------------------- |
| Február 3.  | Fed-kupa kvalifikáció Everett, Egyesült Államok – Kemény (f) Hága, Hollandia – Salak (f) Kolozsvár, Románia – Kemény (f) Florianópolis, Brazília – Salak Cartagena, Spanyolország – Salak Biel/Bienne, Svájc – Kemény (f) Kortrijk, Belgium – Kemény (f) Pozsony, Szlovákia – Salak (f) | A kvalifikációs kör győztesei · Amerikai Egyesült Államok 3–2 · Fehéroroszország 3–2 · Oroszország 3–2 · Németország 4–0 · Spanyolország 3–1 · Svájc 3–1 · Belgium 3–1 · Szlovákia 3–1 | A kvalifikációs kör vesztesei · Lettország · Hollandia · Románia · Brazília · Japán · Kanada · Kazahsztán · Egyesült Királyság |                                                    |                                                                     |
| Február 10. | St. Petersburg Ladies Trophy Szentpétervár, Oroszország WTA Premier 848 000 $ – Kemény (f) – 28E/24Q/16P | Kiki Bertens 6–1, 6–3 | Jelena Ribakina | María Szákari Jekatyerina Alekszandrova            | Belinda Bencic Océane Dodin Petra Kvitová Anasztaszija Potapova     |
| Február 10. | St. Petersburg Ladies Trophy Szentpétervár, Oroszország WTA Premier 848 000 $ – Kemény (f) – 28E/24Q/16P | Aojama Súko Sibahara Ena 4–6, 6–0 [10–3] | Kaitlyn Christian Alexa Guarachi                                                                                               | María Szákari Jekatyerina Alekszandrova            | Belinda Bencic Océane Dodin Petra Kvitová Anasztaszija Potapova     |
| Február 10. | Hua Hin Championships Huahin, Thaiföld WTA International 275 000 $ – Kemény – 32E/24Q/16P | Magda Linette 6–3, 6–2 | Leonie Küng | Hibino Nao Patricia Maria Țig                      | Elina Szvitolina Vang Csiang Cseng Szaj-szaj Vang Hszi-jü           |
| Február 10. | Hua Hin Championships Huahin, Thaiföld WTA International 275 000 $ – Kemény – 32E/24Q/16P | Arina Rodionova Storm Sanders 6–3, 6–3 | Barbara Haas Ellen Perez | Hibino Nao Patricia Maria Țig                      | Elina Szvitolina Vang Csiang Cseng Szaj-szaj Vang Hszi-jü           |
| Február 17. | Dubai Duty Free Tennis Championships Dubaj, Egyesült Arab Emírségek WTA Premier 848 000 $ – Kemény – 28E/32Q/16P | Simona Halep 3–6, 6–3, 7–6(5) | Jelena Ribakina | Jennifer Brady Petra Martić                        | Arina Szabalenka Garbiñe Muguruza Anett Kontaveit Karolína Plíšková |
| Február 17. | Dubai Duty Free Tennis Championships Dubaj, Egyesült Arab Emírségek WTA Premier 848 000 $ – Kemény – 28E/32Q/16P | Hszie Su-vej Barbora Strýcová 7–5, 3–6, [10–5] | Barbora Krejčíková Cseng Szaj-szaj                                                                                             | Jennifer Brady Petra Martić                        | Arina Szabalenka Garbiñe Muguruza Anett Kontaveit Karolína Plíšková |
| Február 17. | Hungarian Ladies Open Debrecen, Magyarország WTA International $275,000 – Kemény (f) – 32E/24Q/16P | Törölve a helyszínnel kapcsolatos problémák miatt. | Törölve a helyszínnel kapcsolatos problémák miatt.                                                                             | Törölve a helyszínnel kapcsolatos problémák miatt. | Törölve a helyszínnel kapcsolatos problémák miatt.                  |
| Február 24. | Qatar Total Open Doha, Katar WTA Premier 5 3 240 445 $ – Kemény – 56E/32Q/28P | Arina Szabalenka 6–3, 6–3 | Petra Kvitová | Ashleigh Barty Szvetlana Kuznyecova                | Garbiñe Muguruza Unsz Dzsábir Belinda Bencic Cseng Szaj-szaj        |
| Február 24. | Qatar Total Open Doha, Katar WTA Premier 5 3 240 445 $ – Kemény – 56E/32Q/28P | Hszie Su-vej Barbora Strýcová 6-2, 5-7, [10-2] | Gabriela Dabrowski Jeļena Ostapenko                                                                                            | Ashleigh Barty Szvetlana Kuznyecova                | Garbiñe Muguruza Unsz Dzsábir Belinda Bencic Cseng Szaj-szaj        |
| Február 24. | Abierto Mexicano Telcel Acapulco, Mexikó WTA International 275 000 $ – Kemény – 32E/24Q/16P | Heather Watson 6–4, 6–7(8), 6–1 | Leylah Fernandez | Renata Zarazúa Vang Hszi-jü                        | Tamara Zidanšek Anasztaszija Potapova Christina McHale Csu Lin      |
| Február 24. | Abierto Mexicano Telcel Acapulco, Mexikó WTA International 275 000 $ – Kemény – 32E/24Q/16P | Desirae Krawczyk Giuliana Olmos 6–3, 7–6(5) | Katerina Bondarenko Sharon Fichman                                                                                             | Renata Zarazúa Vang Hszi-jü                        | Tamara Zidanšek Anasztaszija Potapova Christina McHale Csu Lin      |

### Március
| Kezdés                  | Torna | Győztesek                                           | Ellenfelek a döntőben                     | Elődöntősök                          | Negyeddöntősök                                                      |
| ----------------------- | --- | --------------------------------------------------- | ----------------------------------------- | ------------------------------------ | ------------------------------------------------------------------- |
| Március 2.              | Lyon Open Lyon, Franciaország WTA International 275 000 $ – Kemény – 32E/24Q/16P                                   | Sofia Kenin 6–2, 4–6, 6–4                           | Anna-Lena Friedsam                        | Alison Van Uytvanck Darja Kaszatkina | Océane Dodin Caroline Garcia Camila Giorgi Viktória Kužmová         |
| Március 2.              | Lyon Open Lyon, Franciaország WTA International 275 000 $ – Kemény – 32E/24Q/16P                                   | Laura Ioana Paar Julia Wachaczyk 7–5, 6–4           | Lesley Pattinama Kerkhove Bibiane Schoofs | Alison Van Uytvanck Darja Kaszatkina | Océane Dodin Caroline Garcia Camila Giorgi Viktória Kužmová         |
| Március 2.              | Abierto GNP Seguros Monterrey, Mexikó WTA International 275 000 $ – Kemény – 32E/24Q/16P                           | Elina Szvitolina 7–5, 4–6, 6–4                      | Marie Bouzková                            | Arantxa Rus Konta Johanna            | Leylah Fernandez Rebecca Peterson Vang Ja-fan Anasztaszija Potapova |
| Március 2.              | Abierto GNP Seguros Monterrey, Mexikó WTA International 275 000 $ – Kemény – 32E/24Q/16P                           | Katerina Bondarenko Sharon Fichman 4–6, 6–3, [10–7] | Kato Miju Vang Ja-fan                     | Arantxa Rus Konta Johanna            | Leylah Fernandez Rebecca Peterson Vang Ja-fan Anasztaszija Potapova |
| Március 9. Március 16.  | Indian Wells Masters Indian Wells, Amerikai Egyesült Államok WTA Premier Mandatory 8 761 725$ – Hard – 96E/48Q/32P | Törölve a koronavírus-járvány miatt.                | Törölve a koronavírus-járvány miatt.      | Törölve a koronavírus-járvány miatt. | Törölve a koronavírus-járvány miatt.                                |
| Március 23. Március 30. | Miami Open Miami, Amerikai Egyesült Államok WTA Premier Mandatory 8 761 725$ – Kemény – 96E/48Q/32P                | Törölve a koronavírus-járvány miatt.                | Törölve a koronavírus-járvány miatt.      | Törölve a koronavírus-járvány miatt. | Törölve a koronavírus-járvány miatt.                                |

### Április
| Kezdés      | Torna | Győztesek                                        | Ellenfelek a döntőben                            | Elődöntősök                                      | Negyeddöntősök                                   |
| ----------- | --- | ------------------------------------------------ | ------------------------------------------------ | ------------------------------------------------ | ------------------------------------------------ |
| Április 6.  | Volvo Cars Open Charleston, Amerikai Egyesült Államok WTA Premier 848 000 $ – Salak (zöld) – 56E/32Q/16P | Törölve a koronavírus-járvány miatt.             | Törölve a koronavírus-járvány miatt.             | Törölve a koronavírus-járvány miatt.             | Törölve a koronavírus-járvány miatt.             |
| Április 6.  | Claro Open Colsanitas Bogotá, Kolumbia WTA International 275 000 $ – Salak (Vörös) – 32E/24Q/16P         | Törölve a koronavírus-járvány miatt.             | Törölve a koronavírus-járvány miatt.             | Törölve a koronavírus-járvány miatt.             | Törölve a koronavírus-járvány miatt.             |
| Április 13. | 2020-as Fed-kupa-finálé Budapest, Magyarország Salak (f), 12 csapat                                      | Elhalasztva 2021-re a koronavírus-járvány miatt. | Elhalasztva 2021-re a koronavírus-járvány miatt. | Elhalasztva 2021-re a koronavírus-járvány miatt. | Elhalasztva 2021-re a koronavírus-járvány miatt. |
| Április 20. | Porsche Tennis Grand Prix Stuttgart, Németország WTA Premier $ – Salak (Vörös) (f) – 28E/32Q/16P         | Törölve a koronavírus-járvány miatt.             | Törölve a koronavírus-járvány miatt.             | Törölve a koronavírus-járvány miatt.             | Törölve a koronavírus-járvány miatt.             |
| Április 27. | J&T Banka Prague Open Prága, Csehország WTA International 275 000 $ – Salak – 32E/24Q/16P                | Törölve a koronavírus-járvány miatt.             | Törölve a koronavírus-járvány miatt.             | Törölve a koronavírus-járvány miatt.             | Törölve a koronavírus-járvány miatt.             |
| Április 27. | Istanbul Open Isztambul, Törökország WTA International 275 000 $ – Salak (Vörös) – 32E/24Q/16P           | Áthelyezve szeptember 7-re.>                     | Áthelyezve szeptember 7-re.>                     | Áthelyezve szeptember 7-re.>                     | Áthelyezve szeptember 7-re.>                     |

### Május
| Kezdés              | Torna | Győztesek                                                 | Ellenfelek a döntőben                                     | Elődöntősök                                               | Negyeddöntősök                                            |
| ------------------- | --- | --------------------------------------------------------- | --------------------------------------------------------- | --------------------------------------------------------- | --------------------------------------------------------- |
| Május 4.            | Mutua Madrid Open Madrid, Spanyolország WTA Premier Mandatory $ – Salak (Vörös) – 64E/32Q/28P                    | Áthelyezve szeptember 14-re.                              | Áthelyezve szeptember 14-re.                              | Áthelyezve szeptember 14-re.                              | Áthelyezve szeptember 14-re.                              |
| Május 11.           | Internazionali BNL d'Italia Róma, Olaszország WTA Premier 5 $ – Salak (Vörös) – 56E/32Q/28P                      | Áthelyezve szeptember 21-re.                              | Áthelyezve szeptember 21-re.                              | Áthelyezve szeptember 21-re.                              | Áthelyezve szeptember 21-re.                              |
| Május 18.           | Internationaux de Strasbourg Strasbourg, Franciaország WTA International 275 000 $ – Salak (Vörös) – 32E/24Q/16P | Áthelyezve szeptember 21-re.                              | Áthelyezve szeptember 21-re.                              | Áthelyezve szeptember 21-re.                              | Áthelyezve szeptember 21-re.                              |
| Május 18.           | Morocco Open Rabat, Marokkó WTA International 275 000 $ – Salak (Vörös) – 32E/24Q/16P                            | Törölve a koronavírus-járvány miatt.                      | Törölve a koronavírus-járvány miatt.                      | Törölve a koronavírus-járvány miatt.                      | Törölve a koronavírus-járvány miatt.                      |
| Május 25. Június 1. | Roland Garros Párizs, Franciaország Grand Slam                                                                   | Elhalasztva szeptember 27-re a koronavírus-járvány miatt. | Elhalasztva szeptember 27-re a koronavírus-járvány miatt. | Elhalasztva szeptember 27-re a koronavírus-járvány miatt. | Elhalasztva szeptember 27-re a koronavírus-járvány miatt. |

### Június
| Kezdés               | Torna                                                                                           | Győztesek                                        | Ellenfelek a döntőben                            | Elődöntősök                                      | Negyeddöntősök                                   |
| -------------------- | ----------------------------------------------------------------------------------------------- | ------------------------------------------------ | ------------------------------------------------ | ------------------------------------------------ | ------------------------------------------------ |
| Június 8.            | Nature Valley Open Nottingham, Nagy-Britannia WTA International 275 000 $ – Fű – 32E/24Q/16P    | Törölve a koronavírus-járvány miatt.             | Törölve a koronavírus-járvány miatt.             | Törölve a koronavírus-járvány miatt.             | Törölve a koronavírus-járvány miatt.             |
| Június 8.            | Libema Open ’s-Hertogenbosch, Hollandia WTA International 275 000 $ – Fű – 32E/24Q/16P          | Törölve a koronavírus-járvány miatt.             | Törölve a koronavírus-járvány miatt.             | Törölve a koronavírus-járvány miatt.             | Törölve a koronavírus-járvány miatt.             |
| Június 15.           | Nature Valley Classic Birmingham, Nagy-Britannia WTA International 275 000 $ – Fű – 32E/24Q/16P | Törölve a koronavírus-járvány miatt.             | Törölve a koronavírus-járvány miatt.             | Törölve a koronavírus-járvány miatt.             | Törölve a koronavírus-járvány miatt.             |
| Június 15.           | Grass Court Championships Berlin, Németország WTA Premier $ – Fű – 32E/24Q/16P                  | Törölve a koronavírus-járvány miatt.             | Törölve a koronavírus-járvány miatt.             | Törölve a koronavírus-járvány miatt.             | Törölve a koronavírus-járvány miatt.             |
| Június 22.           | Nature Valley International Eastbourne, Nagy Britannia WTA Premier $ – Fű – 48E/24Q/16P         | Törölve a koronavírus-járvány miatt.             | Törölve a koronavírus-járvány miatt.             | Törölve a koronavírus-járvány miatt.             | Törölve a koronavírus-járvány miatt.             |
| Június 22.           | Bad Homburg Open Bad Homburg, Németország WTA International 275 000 $ – Fű – 32E/24Q/16P        | Törölve a koronavírus-járvány miatt.             | Törölve a koronavírus-járvány miatt.             | Törölve a koronavírus-járvány miatt.             | Törölve a koronavírus-járvány miatt.             |
| Június 29. Július 6. | Wimbledon London, Nagy-Britannia Grand Slam                                                     | Elhalasztva 2021-re a koronavírus-járvány miatt. | Elhalasztva 2021-re a koronavírus-járvány miatt. | Elhalasztva 2021-re a koronavírus-járvány miatt. | Elhalasztva 2021-re a koronavírus-járvány miatt. |

### Július
| Kezdés     | Torna | Győztesek                                        | Ellenfelek a döntőben                            | Elődöntősök                                      | Negyeddöntősök                                   |
| ---------- | --- | ------------------------------------------------ | ------------------------------------------------ | ------------------------------------------------ | ------------------------------------------------ |
| Július 13. | Bucharest Open Bukarest, Románia WTA International 275 000 $ – Salak (Vörös) – 32E/24Q/16P                                         | Törölve a koronavírus-járvány miatt.             | Törölve a koronavírus-járvány miatt.             | Törölve a koronavírus-járvány miatt.             | Törölve a koronavírus-járvány miatt.             |
| Július 13. | Ladies Open Lausanne Lausanne, Svájc WTA International 275 000 $ – Salak (Vörös) – 32E/24Q/16P                                     | Törölve a koronavírus-járvány miatt.             | Törölve a koronavírus-járvány miatt.             | Törölve a koronavírus-járvány miatt.             | Törölve a koronavírus-járvány miatt.             |
| Július 20. | Baltic Open Jūrmala, Lettország WTA International 275 000 $ – Salak (Vörös) – 32E/24Q/16P                                          | Törölve a koronavírus-járvány miatt.             | Törölve a koronavírus-járvány miatt.             | Törölve a koronavírus-járvány miatt.             | Törölve a koronavírus-járvány miatt.             |
| Július 20. | Palermo Ladies Open Palermo, Olaszország WTA International 275 000 $ – Kemény – 32E/24Q/16P                                        | Áthelyezve Augusztus 3-ra.                       | Áthelyezve Augusztus 3-ra.                       | Áthelyezve Augusztus 3-ra.                       | Áthelyezve Augusztus 3-ra.                       |
| Július 29. | Tenisz a 2020. évi nyári olimpiai játékokon Tokió, Japán Nyári olimpiai játékok Kemény – 64E/16P/32V Egyéni – Páros – Vegyes páros | Elhalasztva 2021-re a koronavírus-járvány miatt. | Elhalasztva 2021-re a koronavírus-járvány miatt. | Elhalasztva 2021-re a koronavírus-járvány miatt. | Elhalasztva 2021-re a koronavírus-járvány miatt. |

### Augusztus
| Kezdés                      | Torna | Győztesek                                        | Ellenfelek a döntőben                            | width=180 Elődöntősök                            | Negyeddöntősök                                                                  |                                                  |
| --------------------------- | --- | ------------------------------------------------ | ------------------------------------------------ | ------------------------------------------------ | ------------------------------------------------------------------------------- | ------------------------------------------------ |
| Augusztus 3.                | Mubadala Silicon Valley Classic San José, Amerikai Egyesült Államok WTA Premier $ – Kemény – 28E/16Q/16P | Törölve a koronavírus-járvány miatt.             | Törölve a koronavírus-járvány miatt.             | Törölve a koronavírus-járvány miatt.             | Törölve a koronavírus-járvány miatt.                                            | Törölve a koronavírus-járvány miatt.             |
| Augusztus 3.                | Citi Open Washington, Amerikai Egyesült Államok WTA International 275 000 $ – Kemény – 32E/16Q/16P       | Törölve a koronavírus-járvány miatt.             | Törölve a koronavírus-járvány miatt.             | Törölve a koronavírus-járvány miatt.             | Törölve a koronavírus-járvány miatt.                                            | Törölve a koronavírus-járvány miatt.             |
| Augusztus 3.                | Palermo Ladies Open Palermo, Olaszország WTA International 275 000 $ – Kemény – 32E/24Q/16P              | Fiona Ferro 6–2, 7–5                             | Anett Kontaveit                                  | Petra Martić Camila Giorgi                       | Aljakszandra Szasznovics Elisabetta Cocciaretto Sara Errani Dajana Jasztremszka |                                                  |
| Augusztus 3.                | Palermo Ladies Open Palermo, Olaszország WTA International 275 000 $ – Kemény – 32E/24Q/16P              | Arantxa Rus Tamara Zidanšek 7–5, 7–5             | Elisabetta Cocciaretto Martina Trevisan          | Petra Martić Camila Giorgi                       | Aljakszandra Szasznovics Elisabetta Cocciaretto Sara Errani Dajana Jasztremszka |                                                  |
| Augusztus 10.               | Rogers Cup Montréal, Kanada WTA Premier 5 $ – Kemény – 56E/48Q/28P                                       | Elhalasztva 2021-re a koronavírus-járvány miatt. | Elhalasztva 2021-re a koronavírus-járvány miatt. | Elhalasztva 2021-re a koronavírus-járvány miatt. | Elhalasztva 2021-re a koronavírus-járvány miatt.                                | Elhalasztva 2021-re a koronavírus-járvány miatt. |
| Augusztus 10.               | Prague Open Prága, Csehország WTA International 275 000 $ – Kemény – 32E/24Q/16P                         | Simona Halep 6–2, 7–5                            | Elise Mertens                                    | Irina-Camelia Begu Kristýna Plíšková             | Magdalena Fręch Sara Sorribes Tormo Eugenie Bouchard Ana Bogdan                 |                                                  |
| Augusztus 10.               | Prague Open Prága, Csehország WTA International 275 000 $ – Kemény – 32E/24Q/16P                         | Lucie Hradecká Kristýna Plíšková 6–2, 6–2        | Monica Niculescu Raluca Olaru                    | Irina-Camelia Begu Kristýna Plíšková             | Magdalena Fręch Sara Sorribes Tormo Eugenie Bouchard Ana Bogdan                 |                                                  |
| Augusztus 10.               | Top Seed Open Lexington, Amerikai Egyesült Államok WTA International 275 000 $ – Kemény – 32E/24Q/16P    | Jennifer Brady 6–3, 6–4                          | Jil Teichmann                                    | Shelby Rogers Cori Gauff                         | Serena Williams Catherine Bellis Marie Bouzková Unsz Dzsábir                    |                                                  |
| Augusztus 10.               | Top Seed Open Lexington, Amerikai Egyesült Államok WTA International 275 000 $ – Kemény – 32E/24Q/16P    | Hayley Carter Luisa Stefani 6–1, 7–5             | Marie Bouzková Jil Teichmann                     | Shelby Rogers Cori Gauff                         | Serena Williams Catherine Bellis Marie Bouzková Unsz Dzsábir                    |                                                  |
| Augusztus 21.               | Cincinnati Open New York, Amerikai Egyesült Államok WTA Premier 5 $ – Kemény – 56E/32Q/28P               | Viktorija Azaranka játék nélkül                  | Ószaka Naomi                                     | Elise Mertens Konta Johanna                      | Jessica Pegula Anett Kontaveit María Szákari Unsz Dzsábir                       |                                                  |
| Augusztus 21.               | Cincinnati Open New York, Amerikai Egyesült Államok WTA Premier 5 $ – Kemény – 56E/32Q/28P               | Květa Peschke Demi Schuurs 6–1, 4–6, [10–4]      | Nicole Melichar Hszü Ji-fan                      | Elise Mertens Konta Johanna                      | Jessica Pegula Anett Kontaveit María Szákari Unsz Dzsábir                       |                                                  |
| Augusztus 24.               | Albany Open Albany, Amerikai Egyesült Államok WTA International $ – Kemény – 30E/48Q/16P                 | Törölve a koronavírus-járvány miatt.             | Törölve a koronavírus-járvány miatt.             | Törölve a koronavírus-járvány miatt.             | Törölve a koronavírus-járvány miatt.                                            | Törölve a koronavírus-járvány miatt.             |
| Augusztus 31. Szeptember 7. | US Open New York, Amerikai Egyesült Államok Grand Slam 53 400 000 $ – Kemény 128E/32P Egyéni – Páros     | Ószaka Naomi 1–6, 6–3, 6–3                       | Viktorija Azaranka                               | Jennifer Brady Serena Williams                   | Julija Putyinceva Shelby Rogers Cvetana Pironkova Elise Mertens                 |                                                  |
| Augusztus 31. Szeptember 7. | US Open New York, Amerikai Egyesült Államok Grand Slam 53 400 000 $ – Kemény 128E/32P Egyéni – Páros     | Laura Siegemund Vera Zvonarjova 6–4, 6–4         | Nicole Melichar Hszü Ji-fan                      | Jennifer Brady Serena Williams                   | Julija Putyinceva Shelby Rogers Cvetana Pironkova Elise Mertens                 |                                                  |

### Szeptember
| Kezdés         | Torna | Győztesek                                | Ellenfelek a döntőben                 | Elődöntősök                           | Negyeddöntősök                                                        |                                       |
| -------------- | --- | ---------------------------------------- | ------------------------------------- | ------------------------------------- | --------------------------------------------------------------------- | ------------------------------------- |
| Szeptember 7.  | Istanbul Cup Isztambul, Törökország WTA International 275 000 $ – Salak (Vörös) – 32E/24Q/16P                    | Patricia Maria Țig 2–6, 6–1, 7–6(4)      | Eugenie Bouchard                      | Paula Badosa Tereza Martincová        | Danka Kovinić Polona Hercog Aljakszandra Szasznovics Rebecca Peterson |                                       |
| Szeptember 7.  | Istanbul Cup Isztambul, Törökország WTA International 275 000 $ – Salak (Vörös) – 32E/24Q/16P                    | Alexa Guarachi Desirae Krawczyk 6–1, 6–3 | Ellen Perez Storm Sanders             | Paula Badosa Tereza Martincová        | Danka Kovinić Polona Hercog Aljakszandra Szasznovics Rebecca Peterson |                                       |
| Szeptember 14. | Zhengzhou Open Csengcsou, Kína WTA Premier $ – Kemény – 28E/24Q/16P                                              | Áthelyezve október 26-ra.                | Áthelyezve október 26-ra.             | Áthelyezve október 26-ra.             | Áthelyezve október 26-ra.                                             | Áthelyezve október 26-ra.             |
| Szeptember 14. | Japan Women's Open Hirosima, Japán WTA International 275 000 $ – Kemény – 32E/24Q/16P                            | Törölve a koronavírus-járvány miatt.     | Törölve a koronavírus-járvány miatt.  | Törölve a koronavírus-járvány miatt.  | Törölve a koronavírus-járvány miatt.                                  | Törölve a koronavírus-járvány miatt.  |
| Szeptember 14. | Jiangxi Open Nancsang, Kína WTA International 275 000 $ – Kemény – 32E/24Q/16P                                   | Áthelyezve október 19-re.                | Áthelyezve október 19-re.             | Áthelyezve október 19-re.             | Áthelyezve október 19-re.                                             | Áthelyezve október 19-re.             |
| Szeptember 14. | Mutua Madrid Open Madrid, Spanyolország WTA Premier Mandatory $ – Salak (Vörös) – 64E/32Q/28P                    | Törölve a koronavírus-járvány miatt.     | Törölve a koronavírus-járvány miatt.  | Törölve a koronavírus-járvány miatt.  | Törölve a koronavírus-járvány miatt.                                  | Törölve a koronavírus-járvány miatt.  |
| Szeptember 14. | Internazionali BNL d'Italia Róma, Olaszország WTA Premier 5 3 528 000 $ – Salak (Vörös) – 56E/32Q/28P            | Simona Halep 6–0, 2–1 feladta            | Karolína Plíšková                     | Garbiñe Muguruza Markéta Vondroušová  | Julija Putyinceva Viktorija Azaranka Elina Szvitolina Elise Mertens   |                                       |
| Szeptember 14. | Internazionali BNL d'Italia Róma, Olaszország WTA Premier 5 3 528 000 $ – Salak (Vörös) – 56E/32Q/28P            | Hszie Su-vej Barbora Strýcová 6–2, 6–2   | Anna-Lena Friedsam Raluca Olaru       | Garbiñe Muguruza Markéta Vondroušová  | Julija Putyinceva Viktorija Azaranka Elina Szvitolina Elise Mertens   |                                       |
| Szeptember 21. | Toray Pan Pacific Open Tokió, Japán WTA Premier $ – Kemény – 28E/24Q/16P                                         | Áthelyezve november 2-re.                | Áthelyezve november 2-re.             | Áthelyezve november 2-re.             | Áthelyezve november 2-re.                                             | Áthelyezve november 2-re.             |
| Szeptember 21. | Guangzhou Open Kanton, Kína WTA International 525 000 $ – Kemény – 32E/24Q/16P                                   | Áthelyezve november 23-ra.               | Áthelyezve november 23-ra.            | Áthelyezve november 23-ra.            | Áthelyezve november 23-ra.                                            | Áthelyezve november 23-ra.            |
| Szeptember 21. | Korea Open Szöul, Dél-Korea WTA International 275 000 $ – Kemény – 32E/24Q/16P                                   | Törölve a koronavírus-járvány mmiatt.    | Törölve a koronavírus-járvány mmiatt. | Törölve a koronavírus-járvány mmiatt. | Törölve a koronavírus-járvány mmiatt.                                 | Törölve a koronavírus-járvány mmiatt. |
| Szeptember 21. | Internationaux de Strasbourg Strasbourg, Franciaország WTA International 275 000 $ – Salak (Vörös) – 32E/24Q/16P | Elina Szvitolina 6–4, 1–6, 6–2           | Jelena Ribakina                       | Hibino Nao Arina Szabalenka           | Jeļena Ostapenko Csang Suaj Kateřina Siniaková Jil Teichmann          |                                       |
| Szeptember 21. | Internationaux de Strasbourg Strasbourg, Franciaország WTA International 275 000 $ – Salak (Vörös) – 32E/24Q/16P | Nicole Melichar Demi Schuurs 6–4, 6–3    | Hayley Carter Luisa Stefani           | Hibino Nao Arina Szabalenka           | Jeļena Ostapenko Csang Suaj Kateřina Siniaková Jil Teichmann          |                                       |
| Szeptember 27. | Roland Garros Párizs, Franciaország Grand Slam $14,712,000 – Salak (Vörös) 128E/96Q/64P/32V Egyéni – Páros       | Iga Świątek 6–4, 6–1                     | Sofia Kenin                           | Nadia Podoroska Petra Kvitová         | Martina Trevisan Elina Szvitolina Danielle Collins Laura Siegemund    |                                       |
| Szeptember 27. | Roland Garros Párizs, Franciaország Grand Slam $14,712,000 – Salak (Vörös) 128E/96Q/64P/32V Egyéni – Páros       | Babos Tímea Kristina Mladenovic 6–4, 7–5 | Alexa Guarachi Desirae Krawczyk       | Nadia Podoroska Petra Kvitová         | Martina Trevisan Elina Szvitolina Danielle Collins Laura Siegemund    |                                       |
| Szeptember 28. | Wuhan Open Vuhan, Kína WTA Premier 5 $ – Kemény – 56E/32Q/28P                                                    | Áthelyezve október 19-re.                | Áthelyezve október 19-re.             | Áthelyezve október 19-re.             | Áthelyezve október 19-re.                                             | Áthelyezve október 19-re.             |

### Október
| Kezdés      | Torna                                                                                            | Győztesek                               | Ellenfelek a döntőben                | Elődöntősök                          | Negyeddöntősök                                                        |                                      |
| ----------- | ------------------------------------------------------------------------------------------------ | --------------------------------------- | ------------------------------------ | ------------------------------------ | --------------------------------------------------------------------- | ------------------------------------ |
| Október 12. | China Open Peking, Kína WTA Premier Mandatory $ – Kemény – 60E/32Q/28P                           | Törölve a koronavírus-járvány miatt.    | Törölve a koronavírus-járvány miatt. | Törölve a koronavírus-járvány miatt. | Törölve a koronavírus-járvány miatt.                                  | Törölve a koronavírus-járvány miatt. |
| Október 12. | Tianjin Open Tiencsin, Kína WTA International 275 000 $ – Kemény – 32E/24Q/16P                   | Törölve a koronavírus-járvány miatt.    | Törölve a koronavírus-járvány miatt. | Törölve a koronavírus-járvány miatt. | Törölve a koronavírus-járvány miatt.                                  | Törölve a koronavírus-járvány miatt. |
| Október 12. | Hong Kong Open Hongkong WTA International 275 000 $ – Kemény – 32E/24Q/16P                       | Törölve a koronavírus-járvány miatt.    | Törölve a koronavírus-járvány miatt. | Törölve a koronavírus-járvány miatt. | Törölve a koronavírus-járvány miatt.                                  | Törölve a koronavírus-járvány miatt. |
| Október 12. | Ladies Linz Linz, Ausztria WTA International 275 000 $ – Kemény (f) – 32E/32Q/16P                | Áthelyezve november 9-re.               | Áthelyezve november 9-re.            | Áthelyezve november 9-re.            | Áthelyezve november 9-re.                                             | Áthelyezve november 9-re.            |
| Október 19. | Kremlin Cup Moszkva, Oroszország WTA Premier $ – Kemény (f) – 28E/32Q/16P                        | Áthelyezve november 2-re.               | Áthelyezve november 2-re.            | Áthelyezve november 2-re.            | Áthelyezve november 2-re.                                             | Áthelyezve november 2-re.            |
| Október 19. | BGL Luxembourg Open Luxembourg, Luxemburg WTA International 275 000 $ – Kemény (f) – 32E/32Q/16P | Törölve a koronavírus-járvány miatt.    | Törölve a koronavírus-járvány miatt. | Törölve a koronavírus-járvány miatt. | Törölve a koronavírus-járvány miatt.                                  | Törölve a koronavírus-járvány miatt. |
| Október 19. | Wuhan Open Vuhan, Kína WTA Premier 5 $ – Kemény – 56E/32Q/28P                                    | Törölve a koronavírus-járvány miatt.    | Törölve a koronavírus-járvány miatt. | Törölve a koronavírus-járvány miatt. | Törölve a koronavírus-járvány miatt.                                  | Törölve a koronavírus-járvány miatt. |
| Október 19. | Jiangxi Open Nancsang, Kína WTA International 275 000 $ – Kemény – 32E/24Q/16P                   | Törölve a koronavírus-járvány miatt.    | Törölve a koronavírus-járvány miatt. | Törölve a koronavírus-járvány miatt. | Törölve a koronavírus-járvány miatt.                                  | Törölve a koronavírus-járvány miatt. |
| Október 19. | Ostrava Open WTA Premier 528 500 $ – Kemény (f) – 28E/24Q/16P                                    | Arina Szabalenka 6–2, 6–2               | Viktorija Azaranka                   | María Szákari Jennifer Brady         | Unsz Dzsábir Elise Mertens Sara Sorribes Tormo Veronyika Kugyermetova |                                      |
| Október 19. | Ostrava Open WTA Premier 528 500 $ – Kemény (f) – 28E/24Q/16P                                    | Elise Mertens Arina Szabalenka 6–1, 6–3 | Gabriela Dabrowski Luisa Stefani     | María Szákari Jennifer Brady         | Unsz Dzsábir Elise Mertens Sara Sorribes Tormo Veronyika Kugyermetova |                                      |
| Október 26. | WTA Elite Trophy Csuhaj, Kína Év végi bajnokság $2,349,363 – Kemény (f) – 12E (KM)/6P (KM)       | Áthelyezve november 16-ra.              | Áthelyezve november 16-ra.           | Áthelyezve november 16-ra.           | Áthelyezve november 16-ra.                                            | Áthelyezve november 16-ra.           |
| Október 26. | Zhengzhou Open Csengcsou, Kína WTA Premier $ – Kemény – 28E/24Q/16P                              | Törölve a koronavírus-járvány miatt.    | Törölve a koronavírus-járvány miatt. | Törölve a koronavírus-járvány miatt. | Törölve a koronavírus-járvány miatt.                                  | Törölve a koronavírus-járvány miatt. |

### November
| Kezdés       | Torna                                                                                      | Győztesek                                      | Ellenfelek a döntőben                          | Elődöntősök                                    | Negyeddöntősök                                                               |                                                |
| ------------ | ------------------------------------------------------------------------------------------ | ---------------------------------------------- | ---------------------------------------------- | ---------------------------------------------- | ---------------------------------------------------------------------------- | ---------------------------------------------- |
| November 2.  | Kremlin Cup Moszkva, Oroszország WTA Premier $ – Kemény (f) – 28E/32Q/16P                  | 2021-re halasztva a koronavírus-járvány miatt. | 2021-re halasztva a koronavírus-járvány miatt. | 2021-re halasztva a koronavírus-járvány miatt. | 2021-re halasztva a koronavírus-járvány miatt.                               | 2021-re halasztva a koronavírus-járvány miatt. |
| November 2.  | Toray Pan Pacific Open Tokió, Japán WTA Premier $ – Kemény – 28E/24Q/16P                   | Törölve a koronavírus-járvány miatt.           | Törölve a koronavírus-járvány miatt.           | Törölve a koronavírus-járvány miatt.           | Törölve a koronavírus-járvány miatt.                                         | Törölve a koronavírus-járvány miatt.           |
| November 9.  | WTA Finals Sencsen, Kína Év végi világbajnokság $ – Kemény (f) – 8E (KM)/8P                | Törölve a koronavírus-járvány miatt.           | Törölve a koronavírus-járvány miatt.           | Törölve a koronavírus-járvány miatt.           | Törölve a koronavírus-járvány miatt.                                         | Törölve a koronavírus-járvány miatt.           |
| November 9.  | Linz Open Linz, Ausztria WTA International 275 000 $ – Kemény (f) – 32E/32Q/16P            | Arina Szabalenka 7–5, 6–2                      | Elise Mertens                                  | Barbora Krejčíková Jekatyerina Alekszandrova   | Océane Dodin Aljakszandra Szasznovics Nadia Podoroska Veronyika Kugyermetova |                                                |
| November 9.  | Linz Open Linz, Ausztria WTA International 275 000 $ – Kemény (f) – 32E/32Q/16P            | Arantxa Rus Tamara Zidanšek 6–3, 6–4           | Lucie Hradecká Kateřina Siniaková              | Barbora Krejčíková Jekatyerina Alekszandrova   | Océane Dodin Aljakszandra Szasznovics Nadia Podoroska Veronyika Kugyermetova |                                                |
| November 16. | WTA Elite Trophy Csuhaj, Kína Év végi bajnokság $2,349,363 – Kemény (f) – 12E (KM)/6P (KM) | Törölve a koronavírus-járvány miatt.           | Törölve a koronavírus-járvány miatt.           | Törölve a koronavírus-járvány miatt.           | Törölve a koronavírus-járvány miatt.                                         | Törölve a koronavírus-járvány miatt.           |
| November 23. | Guangzhou Open Kanton, Kína WTA International 525 000 $ – Kemény – 32E/24Q/16P             | Törölve a koronavírus-járvány miatt.           | Törölve a koronavírus-járvány miatt.           | Törölve a koronavírus-járvány miatt.           | Törölve a koronavírus-járvány miatt.                                         | Törölve a koronavírus-járvány miatt.           |

## Statisztika
Az alábbi táblázat az egyéniben (E), párosban (P) és vegyes párosban (V) elért győzelmek számát mutatja játékosonként, illetve országonként. Az oszlopokban a feltüntetett színekkel vannak elkülönítve egymástól a Grand Slam-tornák, a nyári olimpia tenisztornájának eredményei, az év végi bajnokságok (WTA Finals világbajnokság és a WTA Elite Trophy torna), a Premier tornák (Premier Mandatory, Premier 5, Premier) és az International tornák.
A játékosok/országok sorrendjét a következők határozzák meg: 1. győzelmek száma (azonos nemzetbeliek által megszerzett páros győzelem csak egyszer számít); 2. a torna rangja (a táblázat oszlopai szerinti sorrendben); 3. a versenyszám (egyéni – páros – vegyes páros); 4. ábécésorrend.
| Grand Slam tornák     |
| Nyári olimpia         |
| Év végi bajnokságok   |
| WTA Premier Mandatory |
| WTA Premier 5         |
| WTA Premier           |
| WTA International     |

### Győzelmek játékosonként
| Össz | Játékos                         | Grand Slam | Grand Slam | Grand Slam | Olimpia | Olimpia | Olimpia | Év végi világbajnokság | Év végi világbajnokság | Premier Mandatory | Premier Mandatory | Premier 5 | Premier 5 | Premier | Premier | International | International | Összesen | Összesen | Összesen |
| Össz | Játékos                         | E          | P          | V          | E       | P       | V       | E                      | P                      | E                 | P                 | E         | P         | E       | P       | E             | P             | E        | P        | V        |
| ---- | ------------------------------- | ---------- | ---------- | ---------- | ------- | ------- | ------- | ---------------------- | ---------------------- | ----------------- | ----------------- | --------- | --------- | ------- | ------- | ------------- | ------------- | -------- | -------- | -------- |
| 4    | Arina Szabalenka (BLR)          |            |            |            |         |         |         |                        |                        |                   |                   | ●         |           | ●       | ●       | ●             |               | 3        | 1        | 0        |
| 4    | Hszie Su-vej (TPE)              |            |            |            |         |         |         |                        |                        |                   |                   |           | ●         |         | ●       |               |               | 0        | 4        | 0        |
| 4    | Barbora Strýcová (CZE)          |            |            |            |         |         |         |                        |                        |                   |                   |           | ●         |         | ●       |               |               | 0        | 4        | 0        |
| 3    | Simona Halep (ROU)              |            |            |            |         |         |         |                        |                        |                   |                   | ●         |           | ●       |         | ●             |               | 3        | 0        | 0        |
| 2    | Sofia Kenin (USA)               | ●          |            |            |         |         |         |                        |                        |                   |                   |           |           |         |         | ●             |               | 2        | 0        | 0        |
| 2    | Babos Tímea (HUN)               |            | ●          |            |         |         |         |                        |                        |                   |                   |           |           |         |         |               |               | 0        | 2        | 0        |
| 2    | Kristina Mladenovic (FRA)       |            | ●          |            |         |         |         |                        |                        |                   |                   |           |           |         |         |               |               | 0        | 2        | 0        |
| 2    | Elina Szvitolina (UKR)          |            |            |            |         |         |         |                        |                        |                   |                   |           |           |         |         | ●             |               | 2        | 0        | 0        |
| 2    | Barbora Krejčíková (CZE)        |            |            | ●          |         |         |         |                        |                        |                   |                   |           |           |         |         |               | ●             | 0        | 1        | 1        |
| 2    | Demi Schuurs (NED)              |            |            |            |         |         |         |                        |                        |                   |                   |           | ●         |         |         |               | ●             | 0        | 2        | 0        |
| 2    | Nicole Melichar (USA)           |            |            |            |         |         |         |                        |                        |                   |                   |           |           |         | ●       |               | ●             | 0        | 2        | 0        |
| 2    | Desirae Krawczyk (USA)          |            |            |            |         |         |         |                        |                        |                   |                   |           |           |         |         |               | ●             | 0        | 2        | 0        |
| 2    | Arantxa Rus (NED)               |            |            |            |         |         |         |                        |                        |                   |                   |           |           |         |         |               | ●             | 0        | 2        | 0        |
| 2    | Tamara Zidanšek (SLO)           |            |            |            |         |         |         |                        |                        |                   |                   |           |           |         |         |               | ●             | 0        | 2        | 0        |
| 1    | Ószaka Naomi (JPN)              | ●          |            |            |         |         |         |                        |                        |                   |                   |           |           |         |         |               |               | 1        | 0        | 0        |
| 1    | Iga Świątek (POL)               | ●          |            |            |         |         |         |                        |                        |                   |                   |           |           |         |         |               |               | 1        | 0        | 0        |
| 1    | Laura Siegemund (GER)           |            | ●          |            |         |         |         |                        |                        |                   |                   |           |           |         |         |               |               | 0        | 1        | 0        |
| 1    | Vera Zvonarjova (RUS)           |            | ●          |            |         |         |         |                        |                        |                   |                   |           |           |         |         |               |               | 0        | 1        | 0        |
| 1    | Viktorija Azaranka (BLR)        |            |            |            |         |         |         |                        |                        |                   |                   | ●         |           |         |         |               |               | 1        | 0        | 0        |
| 1    | Květa Peschke (CZE)             |            |            |            |         |         |         |                        |                        |                   |                   |           | ●         |         |         |               |               | 0        | 1        | 0        |
| 1    | Ashleigh Barty (AUS)            |            |            |            |         |         |         |                        |                        |                   |                   |           |           | ●       |         |               |               | 1        | 0        | 0        |
| 1    | Kiki Bertens (NED)              |            |            |            |         |         |         |                        |                        |                   |                   |           |           | ●       |         |               |               | 1        | 0        | 0        |
| 1    | Karolína Plíšková (CZE)         |            |            |            |         |         |         |                        |                        |                   |                   |           |           | ●       |         |               |               | 1        | 0        | 0        |
| 1    | Aojama Súko (JPN)               |            |            |            |         |         |         |                        |                        |                   |                   |           |           |         | ●       |               |               | 0        | 1        | 0        |
| 1    | Elise Mertens (BEL)             |            |            |            |         |         |         |                        |                        |                   |                   |           |           |         | ●       |               |               | 0        | 1        | 0        |
| 1    | Hszü Ji-fan (CHN)               |            |            |            |         |         |         |                        |                        |                   |                   |           |           |         | ●       |               |               | 0        | 1        | 0        |
| 1    | Sibahara Ena (JPN)              |            |            |            |         |         |         |                        |                        |                   |                   |           |           |         | ●       |               |               | 0        | 1        | 0        |
| 1    | Jekatyerina Alekszandrova (RUS) |            |            |            |         |         |         |                        |                        |                   |                   |           |           |         |         | ●             |               | 1        | 0        | 0        |
| 1    | Jennifer Brady (USA)            |            |            |            |         |         |         |                        |                        |                   |                   |           |           |         |         | ●             |               | 1        | 0        | 0        |
| 1    | Fiona Ferro (FRA)               |            |            |            |         |         |         |                        |                        |                   |                   |           |           |         |         | ●             |               | 1        | 0        | 0        |
| 1    | Magda Linette (POL)             |            |            |            |         |         |         |                        |                        |                   |                   |           |           |         |         | ●             |               | 1        | 0        | 0        |
| 1    | Jelena Ribakina (KAZ)           |            |            |            |         |         |         |                        |                        |                   |                   |           |           |         |         | ●             |               | 1        | 0        | 0        |
| 1    | Patricia Maria Țig (ROU)        |            |            |            |         |         |         |                        |                        |                   |                   |           |           |         |         | ●             |               | 1        | 0        | 0        |
| 1    | Heather Watson (GBR)            |            |            |            |         |         |         |                        |                        |                   |                   |           |           |         |         | ●             |               | 1        | 0        | 0        |
| 1    | Serena Williams (USA)           |            |            |            |         |         |         |                        |                        |                   |                   |           |           |         |         | ●             |               | 1        | 0        | 0        |
| 1    | Katerina Bondarenko (UKR)       |            |            |            |         |         |         |                        |                        |                   |                   |           |           |         |         |               | ●             | 0        | 1        | 0        |
| 1    | Hayley Carter (USA)             |            |            |            |         |         |         |                        |                        |                   |                   |           |           |         |         |               | ●             | 0        | 1        | 0        |
| 1    | Sharon Fichman (CAN)            |            |            |            |         |         |         |                        |                        |                   |                   |           |           |         |         |               | ●             | 0        | 1        | 0        |
| 1    | Alexa Guarachi (CHI)            |            |            |            |         |         |         |                        |                        |                   |                   |           |           |         |         |               | ●             | 0        | 1        | 0        |
| 1    | Lucie Hradecká (CZE)            |            |            |            |         |         |         |                        |                        |                   |                   |           |           |         |         |               | ●             | 0        | 1        | 0        |
| 1    | Nagyija Kicsenok (UKR)          |            |            |            |         |         |         |                        |                        |                   |                   |           |           |         |         |               | ●             | 0        | 1        | 0        |
| 1    | Szánija Mirza (IND)             |            |            |            |         |         |         |                        |                        |                   |                   |           |           |         |         |               | ●             | 0        | 1        | 0        |
| 1    | Asia Muhammad (USA)             |            |            |            |         |         |         |                        |                        |                   |                   |           |           |         |         |               | ●             | 0        | 1        | 0        |
| 1    | Giuliana Olmos (MEX)            |            |            |            |         |         |         |                        |                        |                   |                   |           |           |         |         |               | ●             | 0        | 1        | 0        |
| 1    | Laura Ioana Paar (ROU)          |            |            |            |         |         |         |                        |                        |                   |                   |           |           |         |         |               | ●             | 0        | 1        | 0        |
| 1    | Kristýna Plíšková (CZE)         |            |            |            |         |         |         |                        |                        |                   |                   |           |           |         |         |               | ●             | 0        | 1        | 0        |
| 1    | Arina Rodionova (AUS)           |            |            |            |         |         |         |                        |                        |                   |                   |           |           |         |         |               | ●             | 0        | 1        | 0        |
| 1    | Storm Sanders (AUS)             |            |            |            |         |         |         |                        |                        |                   |                   |           |           |         |         |               | ●             | 0        | 1        | 0        |
| 1    | Kateřina Siniaková (CZE)        |            |            |            |         |         |         |                        |                        |                   |                   |           |           |         |         |               | ●             | 0        | 1        | 0        |
| 1    | Luisa Stefani (BRA)             |            |            |            |         |         |         |                        |                        |                   |                   |           |           |         |         |               | ●             | 0        | 1        | 0        |
| 1    | Taylor Townsend (USA)           |            |            |            |         |         |         |                        |                        |                   |                   |           |           |         |         |               | ●             | 0        | 1        | 0        |
| 1    | Julia Wachaczyk (GER)           |            |            |            |         |         |         |                        |                        |                   |                   |           |           |         |         |               | ●             | 0        | 1        | 0        |

### Győzelmek országonként
| Össz | Ország                    | Grand Slam | Grand Slam | Grand Slam | Olimpia | Olimpia | Olimpia | Év végi világbajnokság | Év végi világbajnokság | Premier Mandatory | Premier Mandatory | Premier 5 | Premier 5 | Premier | Premier | International | International | Összesen | Összesen | Összesen |
| Össz | Ország                    | E          | P          | V          | E       | P       | V       | E                      | P                      | E                 | P                 | E         | P         | E       | P       | E             | P             | E        | P        | V        |
| ---- | ------------------------- | ---------- | ---------- | ---------- | ------- | ------- | ------- | ---------------------- | ---------------------- | ----------------- | ----------------- | --------- | --------- | ------- | ------- | ------------- | ------------- | -------- | -------- | -------- |
| 10   | Amerikai Egyesült Államok | 1          |            |            |         |         |         |                        |                        |                   |                   |           |           |         | 1       | 3             | 5             | 4        | 6        | 0        |
| 9    | Csehország                |            |            | 1          |         |         |         |                        |                        |                   |                   |           | 3         | 1       | 2       |               | 2             | 1        | 7        | 1        |
| 5    | Románia                   |            |            |            |         |         |         |                        |                        |                   |                   | 1         |           | 1       |         | 2             | 1             | 4        | 1        | 0        |
| 4    | Fehéroroszország          |            |            |            |         |         |         |                        |                        |                   |                   | 2         |           | 1       | 1       |               |               | 3        | 1        | 0        |
| 4    | Tajvan                    |            |            |            |         |         |         |                        |                        |                   |                   |           | 2         |         | 2       |               |               | 0        | 4        | 0        |
| 4    | Hollandia                 |            |            |            |         |         |         |                        |                        |                   |                   |           | 1         | 1       |         |               | 2             | 1        | 3        | 0        |
| 4    | Ukrajna                   |            |            |            |         |         |         |                        |                        |                   |                   |           |           |         |         | 2             | 2             | 2        | 2        | 0        |
| 3    | Franciaország             |            | 2          |            |         |         |         |                        |                        |                   |                   |           |           |         |         | 1             |               | 1        | 2        | 0        |
| 2    | Japán                     | 1          |            |            |         |         |         |                        |                        |                   |                   |           |           |         | 1       |               |               | 1        | 1        | 0        |
| 2    | Lengyelország             | 1          |            |            |         |         |         |                        |                        |                   |                   |           |           |         |         | 1             |               | 2        | 0        | 0        |
| 2    | Magyarország              |            | 2          |            |         |         |         |                        |                        |                   |                   |           |           |         |         |               |               | 0        | 2        | 0        |
| 2    | Oroszország               |            | 1          |            |         |         |         |                        |                        |                   |                   |           |           |         |         | 1             |               | 1        | 1        | 0        |
| 2    | Németország               |            | 1          |            |         |         |         |                        |                        |                   |                   |           |           |         |         |               | 1             | 0        | 2        | 0        |
| 2    | Ausztrália                |            |            |            |         |         |         |                        |                        |                   |                   |           |           | 1       |         |               | 1             | 1        | 1        | 0        |
| 1    | Belgium                   |            |            |            |         |         |         |                        |                        |                   |                   |           |           |         | 1       |               |               | 0        | 1        | 0        |
| 1    | Kína                      |            |            |            |         |         |         |                        |                        |                   |                   |           |           |         | 1       |               |               | 0        | 1        | 0        |
| 1    | Egyesült Királyság        |            |            |            |         |         |         |                        |                        |                   |                   |           |           |         |         | 1             |               | 1        | 0        | 0        |
| 1    | Kazahsztán                |            |            |            |         |         |         |                        |                        |                   |                   |           |           |         |         | 1             |               | 1        | 0        | 0        |
| 1    | Brazília                  |            |            |            |         |         |         |                        |                        |                   |                   |           |           |         |         |               | 1             | 0        | 1        | 0        |
| 1    | Chile                     |            |            |            |         |         |         |                        |                        |                   |                   |           |           |         |         |               | 1             | 0        | 1        | 0        |
| 1    | India                     |            |            |            |         |         |         |                        |                        |                   |                   |           |           |         |         |               | 1             | 0        | 1        | 0        |
| 1    | Kanada                    |            |            |            |         |         |         |                        |                        |                   |                   |           |           |         |         |               | 1             | 0        | 1        | 0        |
| 1    | Mexikó                    |            |            |            |         |         |         |                        |                        |                   |                   |           |           |         |         |               | 1             | 0        | 1        | 0        |
| 1    | Szlovénia                 |            |            |            |         |         |         |                        |                        |                   |                   |           |           |         |         |               | 1             | 0        | 1        | 0        |

### Első győzelmek
Az alábbi játékosok pályafutásuk első WTA-győzelmét szerezték az adott versenyszámban 2020-ban:
Egyéni
- Jekatyerina Alekszandrova – Sencsen (Shenzhen Open)
- Jennifer Brady – Lexington (Top Seed Open)
- Patricia Maria Țig – Isztambul (Istanbul Cup)
- Iga Świątek – 2020-as Roland Garros (2020-as Roland Garros – női egyes)

Páros
- Taylor Townsend – Auckland (ASB Classic)
- Arina Rodionova – Huahin (Hua Hin Championships)
- Laura Ioana Paar – Lyon (Lyon Open)
- Julia Wachaczyk – Lyon (Lyon Open)

### Címvédések
Az alábbi játékosok megvédték előző évben szerzett bajnoki címüket:
Egyéni
- Karolína Plíšková – Brisbane (Brisbane International)
- Kiki Bertens – Szentpétervár (St. Petersburg Ladies Trophy)

Páros
- Hszie Su-vej – Dubaj (Dubai Duty Free Tennis Championships)
- Barbora Strýcová – Dubaj (Dubai Duty Free Tennis Championships)
- Babos Tímea – 2020-as Roland Garros (2020-as Roland Garros – női páros)
- Kristina Mladenovic – 2020-as Roland Garros (2020-as Roland Garros – női páros)

Vegyes páros
- Barbora Krejčíková – Melburne (2020-as Australian Open – vegyes páros)

### Top10 belépők
Az alábbi játékosok pályafutásuk során először kerültek a világranglista első 10 helyezettje közé:
Egyéni
- Sofia Kenin  Amerikai Egyesült Államok (belépés a 7. helyre 2020. február 3-án)

Páros

## Ranglisták
A naptári évre szóló ranglistán (race) az előző szezon zárásától, azaz a WTA Elite Trophy döntőjét követő héttől szerzett pontokat tartják számon, és az októberben megrendezésre kerülő világbajnokságra való kijutás függ tőle. A WTA-világranglista ezzel szemben az előző 52 hét versenyein szerzett pontokat veszi figyelembe, a következő szisztéma alapján: egyéniben maximum 16, párosban 11 tornát lehet beszámítani, amelyekbe mindenképpen beletartoznak a Grand Slam-tornák, a Premier Mandatory-versenyek és az év végi bajnokságok, valamint a világranglista első húsz helyezettje számára a Premier 5-ös versenyeken elért két legjobb eredmény is.
A koronavírus-járvány miatt a tornák március 9-től augusztus 3-ig felfüggesztésre kerültek. Ez idő alatt a március 9-ei ranglistapontokat befagyasztották. A befagyasztás azt jelentette, hogy a felfüggesztés ideje alatt mind az egyéniben, mind a párosban a március 9-i pontok maradtak meg, az augusztus 3-ig terjedő időszakban az 52 héttel korábban szerzett pontokat a versenyzők nem vesztik el. Az augusztus 3-ig történt felfüggesztésen túl elmaradt a nyári olimpiai játékok teniszversenye, valamint az év összes kínai tornája. A lecsökkent számú torna miatt a pontversenyt úgy módosították, hogy abba a 2019. március és 2020. december között szerzett legjobb 16 egyéni és legjobb 11 páros torna eredménye számít be. Ugyanazon torna csak egyszer vehető figyelembe. Az így számított pontokat a következő évi azonos tornán, illetőleg 52 hét után vesztik el.
*Az évvégi végeredményt tartalmazó táblázatokban a tornák számánál a pontszámítás során figyelembe vett tornák száma mellett zárójelben olvasható, hogy 2020-ban hány tornán vett részt a játékos.

### Egyéni
Az alábbi két táblázat a race (az előző WTA Elite Trophy döntője után szerzett pontok száma) és a világranglista (az előző 52 héten szerzett pontok száma) állását mutatja be egyéniben az első harminc játékossal.
2020-ban a WTA Finals világbajnokság a koronavírus-járvány miatt nem kerül megrendezésre, ezért a világbajnokság kvalifikációjának számító race pontversenyt a továbbiakban nem számolják.
| A 2020-as WTA világbajnokság kvalifikációjának állása a 2020. március 9-i leállításkor | A 2020-as WTA világbajnokság kvalifikációjának állása a 2020. március 9-i leállításkor | A 2020-as WTA világbajnokság kvalifikációjának állása a 2020. március 9-i leállításkor | A 2020-as WTA világbajnokság kvalifikációjának állása a 2020. március 9-i leállításkor | A 2020-as WTA világbajnokság kvalifikációjának állása a 2020. március 9-i leállításkor | A 2020-as WTA világbajnokság kvalifikációjának állása a 2020. március 9-i leállításkor |
| #                                                                                      | Vált.                                                                                  | Játékos                                                                                | Ország                                                                                 | Pont                                                                                   | Tornák                                                                                 |
| -------------------------------------------------------------------------------------- | -------------------------------------------------------------------------------------- | -------------------------------------------------------------------------------------- | -------------------------------------------------------------------------------------- | -------------------------------------------------------------------------------------- | -------------------------------------------------------------------------------------- |
| 1                                                                                      | Állandó                                                                                | Sofia Kenin                                                                            | Amerikai Egyesült Államok                                                              | 2392                                                                                   | 6                                                                                      |
| 2                                                                                      | Állandó                                                                                | Garbiñe Muguruza                                                                       | Spanyolország                                                                          | 1760                                                                                   | 5                                                                                      |
| 3                                                                                      | Állandó                                                                                | Ashleigh Barty                                                                         | Ausztrália                                                                             | 1601                                                                                   | 4                                                                                      |
| 4                                                                                      | Állandó                                                                                | Simona Halep                                                                           | Románia                                                                                | 1350                                                                                   | 3                                                                                      |
| 5                                                                                      | Állandó                                                                                | Jelena Ribakina                                                                        | Kazahsztán                                                                             | 1305                                                                                   | 6                                                                                      |
| 6                                                                                      | Állandó                                                                                | Petra Kvitová                                                                          | Csehország                                                                             | 1300                                                                                   | 4                                                                                      |
| 7                                                                                      | Állandó                                                                                | Arina Szabalenka                                                                       | Fehéroroszország                                                                       | 1225                                                                                   | 5                                                                                      |
| 8                                                                                      | Állandó                                                                                | Kiki Bertens                                                                           | Hollandia                                                                              | 915                                                                                    | 4                                                                                      |
| 9                                                                                      | Állandó                                                                                | Karolína Plíšková                                                                      | Csehország                                                                             | 805                                                                                    | 4                                                                                      |
| 10                                                                                     | Állandó                                                                                | Jekatyerina Alekszandrova                                                              | Oroszország                                                                            | 756                                                                                    | 5                                                                                      |
| 11                                                                                     | Állandó                                                                                | Unsz Dzsábir                                                                           | Tunézia                                                                                | 724                                                                                    | 5                                                                                      |
| 12                                                                                     | Állandó                                                                                | Anett Kontaveit                                                                        | Észtország                                                                             | 646                                                                                    | 5                                                                                      |
| 13                                                                                     | Állandó                                                                                | María Szákari                                                                          | Görögország                                                                            | 587                                                                                    | 6                                                                                      |
| 14                                                                                     | Állandó                                                                                | Anasztaszija Pavljucsenkova                                                            | Oroszország                                                                            | 541                                                                                    | 4                                                                                      |
| 15                                                                                     | Állandó                                                                                | Belinda Bencic                                                                         | Svájc                                                                                  | 522                                                                                    | 6                                                                                      |
| 16                                                                                     | Állandó                                                                                | Csang Suaj                                                                             | Kína                                                                                   | 494                                                                                    | 6                                                                                      |
| 17                                                                                     | Állandó                                                                                | Heather Watson                                                                         | Egyesült Királyság                                                                     | 492                                                                                    | 5                                                                                      |
| 18                                                                                     | Állandó                                                                                | Dajana Jasztremszka                                                                    | Ukrajna                                                                                | 482                                                                                    | 5                                                                                      |
| 19                                                                                     | Állandó                                                                                | Szvetlana Kuznyecova                                                                   | Oroszország                                                                            | 476                                                                                    | 4                                                                                      |
| 20                                                                                     | Állandó                                                                                | Elise Mertens                                                                          | Belgium                                                                                | 475                                                                                    | 5                                                                                      |
| 21                                                                                     | 43                                                                                     | Elina Szvitolina                                                                       | Ukrajna                                                                                | 473                                                                                    | 6                                                                                      |
| 22                                                                                     | 1                                                                                      | Madison Keys                                                                           | Egyesült Államok                                                                       | 435                                                                                    | 2                                                                                      |
| 23                                                                                     | 1                                                                                      | Jennifer Brady                                                                         | Egyesült Államok                                                                       | 421                                                                                    | 6                                                                                      |
| 24                                                                                     | 1                                                                                      | Serena Williams                                                                        | Egyesült Államok                                                                       | 410                                                                                    | 2                                                                                      |
| 25                                                                                     | 14                                                                                     | Arantxa Rus                                                                            | Hollandia                                                                              | 392                                                                                    | 9                                                                                      |
| 26                                                                                     | 2                                                                                      | Danielle Collins                                                                       | Egyesült Államok                                                                       | 365                                                                                    | 5                                                                                      |
| 27                                                                                     | 2                                                                                      | Vang Csiang                                                                            | Kína                                                                                   | 363                                                                                    | 6                                                                                      |
| 28                                                                                     | 39                                                                                     | Irina-Camelia Begu                                                                     | Románia                                                                                | 348                                                                                    | 6                                                                                      |
| 29                                                                                     | Állandó                                                                                | Csu Lin                                                                                | Kína                                                                                   | 347                                                                                    | 8                                                                                      |
| 30                                                                                     | 4                                                                                      | Alison Riske                                                                           | Egyesült Államok                                                                       | 342                                                                                    | 4                                                                                      |

| 1  | Ashleigh Barty (AUS)      | 8717 | 17(4)  | 1  | 1  | 1  | Állandó |
| 2  | Simona Halep (ROU)        | 7255 | 17(6)  | 4  | 2  | 4  | 2       |
| 3  | Ószaka Naomi (JPN)        | 5780 | 16(4)  | 3  | 3  | 10 | Állandó |
| 4  | Sofia Kenin (USA)         | 5760 | 25(10) | 14 | 4  | 15 | 10      |
| 5  | Elina Szvitolina (UKR)    | 5260 | 26(10) | 6  | 4  | 7  | 1       |
| 6  | Karolína Plíšková (CZE)   | 5205 | 21(9)  | 2  | 2  | 6  | 4       |
| 7  | Bianca Andreescu (CAN)    | 4555 | 10(–)  | 5  | 4  | 7  | 2       |
| 8  | Petra Kvitová (CZE)       | 4516 | 16(7)  | 7  | 7  | 12 | 1       |
| 9  | Kiki Bertens (NED)        | 4505 | 26(7)  | 9  | 6  | 10 | Állandó |
| 10 | Arina Szabalenka (BLR)    | 4220 | 27(12) | 11 | 10 | 13 | 1       |
| 11 | Serena Williams (USA)     | 4080 | 13(6)  | 10 | 8  | 11 | 1       |
| 12 | Belinda Bencic (SUI)      | 4010 | 25(7)  | 8  | 4  | 12 | 4       |
| 13 | Viktorija Azaranka (BLR)  | 3426 | 18(7)  | 50 | 13 | 59 | 37      |
| 14 | Konta Johanna (GBR)       | 3152 | 18(9)  | 12 | 12 | 16 | 2       |
| 15 | Garbiñe Muguruza (ESP)    | 3016 | 17(8)  | 36 | 15 | 35 | 21      |
| 16 | Madison Keys (USA)        | 2962 | 16(5)  | 13 | 11 | 16 | 3       |
| 17 | Iga Świątek (POL)         | 2960 | 16(6)  | 60 | 17 | 59 | 43      |
| 18 | Petra Martić (CRO)        | 2850 | 24(11) | 15 | 14 | 18 | 3       |
| 19 | Jelena Ribakina (KAZ)     | 2696 | 29(12) | 37 | 17 | 36 | 18      |
| 20 | Elise Mertens (BEL)       | 2650 | 30(13) | 17 | 17 | 23 | 3       |
| 21 | Markéta Vondroušová (CZE) | 2538 | 17(10) | 16 | 16 | 21 | 5       |
| 22 | María Szákari (GRE)       | 2405 | 27(11) | 23 | 20 | 24 | 1       |
| 23 | Anett Kontaveit (EST)     | 2330 | 21(11) | 26 | 20 | 31 | 3       |
| 24 | Jennifer Brady (USA)      | 2320 | 25(10) | 55 | 24 | 53 | 31      |
| 25 | Angelique Kerber (GER)    | 2271 | 21(6)  | 20 | 18 | 25 | 5       |
| 26 | Alison Riske (USA)        | 2256 | 23(8)  | 18 | 18 | 26 | 8       |
| 27 | Karolína Muchová (CZE)    | 2036 | 18(8)  | 21 | 21 | 28 | 6       |
| 28 | Julija Putyinceva (KAZ)   | 2015 | 26(10) | 34 | 27 | 38 | 6       |
| 29 | Dajana Jasztremszka (UKR) | 1925 | 27(12) | 22 | 21 | 29 | 7       |
| 30 | Amanda Anisimova (USA)    | 1905 | 21(10) | 24 | 22 | 30 | 6       |

| A 2020-as WTA világbajnokság kvalifikációjának állása a 2020. március 9-i leállításkor | A 2020-as WTA világbajnokság kvalifikációjának állása a 2020. március 9-i leállításkor | A 2020-as WTA világbajnokság kvalifikációjának állása a 2020. március 9-i leállításkor | A 2020-as WTA világbajnokság kvalifikációjának állása a 2020. március 9-i leállításkor | A 2020-as WTA világbajnokság kvalifikációjának állása a 2020. március 9-i leállításkor | A 2020-as WTA világbajnokság kvalifikációjának állása a 2020. március 9-i leállításkor |
| #                                                                                      | Vált.                                                                                  | Játékos                                                                                | Ország                                                                                 | Pont                                                                                   | Tornák                                                                                 |
| -------------------------------------------------------------------------------------- | -------------------------------------------------------------------------------------- | -------------------------------------------------------------------------------------- | -------------------------------------------------------------------------------------- | -------------------------------------------------------------------------------------- | -------------------------------------------------------------------------------------- |
| 1                                                                                      | Állandó                                                                                | Sofia Kenin                                                                            | Amerikai Egyesült Államok                                                              | 2392                                                                                   | 6                                                                                      |
| 2                                                                                      | Állandó                                                                                | Garbiñe Muguruza                                                                       | Spanyolország                                                                          | 1760                                                                                   | 5                                                                                      |
| 3                                                                                      | Állandó                                                                                | Ashleigh Barty                                                                         | Ausztrália                                                                             | 1601                                                                                   | 4                                                                                      |
| 4                                                                                      | Állandó                                                                                | Simona Halep                                                                           | Románia                                                                                | 1350                                                                                   | 3                                                                                      |
| 5                                                                                      | Állandó                                                                                | Jelena Ribakina                                                                        | Kazahsztán                                                                             | 1305                                                                                   | 6                                                                                      |
| 6                                                                                      | Állandó                                                                                | Petra Kvitová                                                                          | Csehország                                                                             | 1300                                                                                   | 4                                                                                      |
| 7                                                                                      | Állandó                                                                                | Arina Szabalenka                                                                       | Fehéroroszország                                                                       | 1225                                                                                   | 5                                                                                      |
| 8                                                                                      | Állandó                                                                                | Kiki Bertens                                                                           | Hollandia                                                                              | 915                                                                                    | 4                                                                                      |
| 9                                                                                      | Állandó                                                                                | Karolína Plíšková                                                                      | Csehország                                                                             | 805                                                                                    | 4                                                                                      |
| 10                                                                                     | Állandó                                                                                | Jekatyerina Alekszandrova                                                              | Oroszország                                                                            | 756                                                                                    | 5                                                                                      |
| 11                                                                                     | Állandó                                                                                | Unsz Dzsábir                                                                           | Tunézia                                                                                | 724                                                                                    | 5                                                                                      |
| 12                                                                                     | Állandó                                                                                | Anett Kontaveit                                                                        | Észtország                                                                             | 646                                                                                    | 5                                                                                      |
| 13                                                                                     | Állandó                                                                                | María Szákari                                                                          | Görögország                                                                            | 587                                                                                    | 6                                                                                      |
| 14                                                                                     | Állandó                                                                                | Anasztaszija Pavljucsenkova                                                            | Oroszország                                                                            | 541                                                                                    | 4                                                                                      |
| 15                                                                                     | Állandó                                                                                | Belinda Bencic                                                                         | Svájc                                                                                  | 522                                                                                    | 6                                                                                      |
| 16                                                                                     | Állandó                                                                                | Csang Suaj                                                                             | Kína                                                                                   | 494                                                                                    | 6                                                                                      |
| 17                                                                                     | Állandó                                                                                | Heather Watson                                                                         | Egyesült Királyság                                                                     | 492                                                                                    | 5                                                                                      |
| 18                                                                                     | Állandó                                                                                | Dajana Jasztremszka                                                                    | Ukrajna                                                                                | 482                                                                                    | 5                                                                                      |
| 19                                                                                     | Állandó                                                                                | Szvetlana Kuznyecova                                                                   | Oroszország                                                                            | 476                                                                                    | 4                                                                                      |
| 20                                                                                     | Állandó                                                                                | Elise Mertens                                                                          | Belgium                                                                                | 475                                                                                    | 5                                                                                      |
| 21                                                                                     | 43                                                                                     | Elina Szvitolina                                                                       | Ukrajna                                                                                | 473                                                                                    | 6                                                                                      |
| 22                                                                                     | 1                                                                                      | Madison Keys                                                                           | Egyesült Államok                                                                       | 435                                                                                    | 2                                                                                      |
| 23                                                                                     | 1                                                                                      | Jennifer Brady                                                                         | Egyesült Államok                                                                       | 421                                                                                    | 6                                                                                      |
| 24                                                                                     | 1                                                                                      | Serena Williams                                                                        | Egyesült Államok                                                                       | 410                                                                                    | 2                                                                                      |
| 25                                                                                     | 14                                                                                     | Arantxa Rus                                                                            | Hollandia                                                                              | 392                                                                                    | 9                                                                                      |
| 26                                                                                     | 2                                                                                      | Danielle Collins                                                                       | Egyesült Államok                                                                       | 365                                                                                    | 5                                                                                      |
| 27                                                                                     | 2                                                                                      | Vang Csiang                                                                            | Kína                                                                                   | 363                                                                                    | 6                                                                                      |
| 28                                                                                     | 39                                                                                     | Irina-Camelia Begu                                                                     | Románia                                                                                | 348                                                                                    | 6                                                                                      |
| 29                                                                                     | Állandó                                                                                | Csu Lin                                                                                | Kína                                                                                   | 347                                                                                    | 8                                                                                      |
| 30                                                                                     | 4                                                                                      | Alison Riske                                                                           | Egyesült Államok                                                                       | 342                                                                                    | 4                                                                                      |

| 1  | Ashleigh Barty (AUS)      | 8717 | 17(4)  | 1  | 1  | 1  | Állandó |
| 2  | Simona Halep (ROU)        | 7255 | 17(6)  | 4  | 2  | 4  | 2       |
| 3  | Ószaka Naomi (JPN)        | 5780 | 16(4)  | 3  | 3  | 10 | Állandó |
| 4  | Sofia Kenin (USA)         | 5760 | 25(10) | 14 | 4  | 15 | 10      |
| 5  | Elina Szvitolina (UKR)    | 5260 | 26(10) | 6  | 4  | 7  | 1       |
| 6  | Karolína Plíšková (CZE)   | 5205 | 21(9)  | 2  | 2  | 6  | 4       |
| 7  | Bianca Andreescu (CAN)    | 4555 | 10(–)  | 5  | 4  | 7  | 2       |
| 8  | Petra Kvitová (CZE)       | 4516 | 16(7)  | 7  | 7  | 12 | 1       |
| 9  | Kiki Bertens (NED)        | 4505 | 26(7)  | 9  | 6  | 10 | Állandó |
| 10 | Arina Szabalenka (BLR)    | 4220 | 27(12) | 11 | 10 | 13 | 1       |
| 11 | Serena Williams (USA)     | 4080 | 13(6)  | 10 | 8  | 11 | 1       |
| 12 | Belinda Bencic (SUI)      | 4010 | 25(7)  | 8  | 4  | 12 | 4       |
| 13 | Viktorija Azaranka (BLR)  | 3426 | 18(7)  | 50 | 13 | 59 | 37      |
| 14 | Konta Johanna (GBR)       | 3152 | 18(9)  | 12 | 12 | 16 | 2       |
| 15 | Garbiñe Muguruza (ESP)    | 3016 | 17(8)  | 36 | 15 | 35 | 21      |
| 16 | Madison Keys (USA)        | 2962 | 16(5)  | 13 | 11 | 16 | 3       |
| 17 | Iga Świątek (POL)         | 2960 | 16(6)  | 60 | 17 | 59 | 43      |
| 18 | Petra Martić (CRO)        | 2850 | 24(11) | 15 | 14 | 18 | 3       |
| 19 | Jelena Ribakina (KAZ)     | 2696 | 29(12) | 37 | 17 | 36 | 18      |
| 20 | Elise Mertens (BEL)       | 2650 | 30(13) | 17 | 17 | 23 | 3       |
| 21 | Markéta Vondroušová (CZE) | 2538 | 17(10) | 16 | 16 | 21 | 5       |
| 22 | María Szákari (GRE)       | 2405 | 27(11) | 23 | 20 | 24 | 1       |
| 23 | Anett Kontaveit (EST)     | 2330 | 21(11) | 26 | 20 | 31 | 3       |
| 24 | Jennifer Brady (USA)      | 2320 | 25(10) | 55 | 24 | 53 | 31      |
| 25 | Angelique Kerber (GER)    | 2271 | 21(6)  | 20 | 18 | 25 | 5       |
| 26 | Alison Riske (USA)        | 2256 | 23(8)  | 18 | 18 | 26 | 8       |
| 27 | Karolína Muchová (CZE)    | 2036 | 18(8)  | 21 | 21 | 28 | 6       |
| 28 | Julija Putyinceva (KAZ)   | 2015 | 26(10) | 34 | 27 | 38 | 6       |
| 29 | Dajana Jasztremszka (UKR) | 1925 | 27(12) | 22 | 21 | 29 | 7       |
| 30 | Amanda Anisimova (USA)    | 1905 | 21(10) | 24 | 22 | 30 | 6       |

#### Világranglistát vezetők
| Név            | Élre kerülés        | Lekerülés |
| -------------- | ------------------- | --------- |
| Ashleigh Barty | 2019. szeptember 9. | év végéig |

### Páros
Az alábbi két táblázat a race és a világranglista állását mutatja be párosban az első tíz párral, illetve az első húsz játékossal, jelezve a helyezés változását az előző héthez képest. A világbajnokság kvalifikációjának számító race pontverseny a világbajnokság elmaradása miatt nem kerül aktualizálásra.
| 2020-as WTA világbajnokság kvalifikációjának állása a 2020. március 9-i leállításkor | 2020-as WTA világbajnokság kvalifikációjának állása a 2020. március 9-i leállításkor | 2020-as WTA világbajnokság kvalifikációjának állása a 2020. március 9-i leállításkor | 2020-as WTA világbajnokság kvalifikációjának állása a 2020. március 9-i leállításkor | 2020-as WTA világbajnokság kvalifikációjának állása a 2020. március 9-i leállításkor |
| #                                                                                    | Vált.                                                                                | Csapat                                                                               | Pont                                                                                 | Tornák                                                                               |
| ------------------------------------------------------------------------------------ | ------------------------------------------------------------------------------------ | ------------------------------------------------------------------------------------ | ------------------------------------------------------------------------------------ | ------------------------------------------------------------------------------------ |
| 1                                                                                    | Állandó                                                                              | Barbora Strýcová (CZE) · Hszie Su-vej (TPE)                                          | 3140                                                                                 | 4                                                                                    |
| 2                                                                                    | Állandó                                                                              | Babos Tímea (HUN) · Kristina Mladenovic (FRA)                                        | 2350                                                                                 | 2                                                                                    |
| 3                                                                                    | Állandó                                                                              | Barbora Krejčíková (CZE) · Kateřina Siniaková (CZE)                                  | 1410                                                                                 | 3                                                                                    |
| 4                                                                                    | Állandó                                                                              | Gabriela Dabrowski (CAN) · Jeļena Ostapenko (LAT)                                    | 1015                                                                                 | 2                                                                                    |
| 5                                                                                    | Állandó                                                                              | Csan Hao-csing (TPE) · Latisha Chan (TPE)                                            | 888                                                                                  | 5                                                                                    |
| 6                                                                                    | Állandó                                                                              | Hszü Ji-fan (CHN) · Nicole Melichar (USA)                                            | 870                                                                                  | 5                                                                                    |
| 7                                                                                    | Állandó                                                                              | Aojama Súko (JPN) · Sibahara Ena (JPN)                                               | 813                                                                                  | 6                                                                                    |
| 8                                                                                    | Állandó                                                                              | Elise Mertens (BEL) · Arina Szabalenka (BLR)                                         | 680                                                                                  | 3                                                                                    |
| 9                                                                                    | Állandó                                                                              | Hayley Carter (USA) · Luisa Stefani (BRA)                                            | 583                                                                                  | 7                                                                                    |
| 10                                                                                   | Állandó                                                                              | Lucie Hradecká (CZE) · Andreja Klepač (SLO)                                          | 551                                                                                  | 6                                                                                    |

| 1  | Hszie Su-vej (TPE)          | 9010 | 19(6)  | 4  | 1  | 4  | 3       |
| 2  | Barbora Strýcová (CZE)      | 8945 | 19(8)  | 1  | 1  | 4  | 1       |
| 3  | Kristina Mladenovic (FRA)   | 8115 | 13(5)  | 2  | 1  | 3  | 1       |
| 4  | Babos Tímea (HUN)           | 7955 | 14(5)  | 3  | 2  | 4  | 1       |
| 5  | Arina Szabalenka (BLR)      | 7575 | 17(8)  | 5  | 5  | 5  | Állandó |
| 6  | Elise Mertens (BEL)         | 7490 | 16(7)  | 6  | 6  | 6  | Állandó |
| 7  | Barbora Krejčíková (CZE)    | 5955 | 16(7)  | 13 | 7  | 14 | 6       |
| 8  | Kateřina Siniaková (CZE)    | 5865 | 20(10) | 7  | 7  | 10 | 1       |
| 9  | Hszü Ji-fan (CHN)           | 5820 | 22(7)  | 8  | 7  | 10 | 1       |
| 10 | Gabriela Dabrowski (CAN)    | 5675 | 26(11) | 8  | 7  | 10 | 2       |
| 11 | Nicole Melichar (USA)       | 4730 | 28(10) | 20 | 11 | 20 | 9       |
| 12 | Demi Schuurs (NED)          | 4730 | 24(11) | 14 | 11 | 14 | 2       |
| 13 | Anna-Lena Grönefeld (GER)   | 4495 | 17(–)  | 11 | 11 | 13 | 2       |
| 14 | Ashleigh Barty (AUS)        | 4060 | 12(3)  | 19 | 13 | 19 | 5       |
| 15 | Csan Hao-csing (TPE)        | 3905 | 21(5)  | 15 | 12 | 15 | Állandó |
| 15 | Latisha Chan (TPE)          | 3905 | 21(5)  | 15 | 12 | 15 | Állandó |
| 17 | Květa Peschke (CZE)         | 3820 | 24(7)  | 21 | 17 | 24 | 4       |
| 18 | Tuan Jing-jing (CHN)        | 3810 | 24(6)  | 17 | 16 | 18 | 1       |
| 19 | Jeļena Ostapenko (LAT)      | 3680 | 18(6)  | 22 | 17 | 23 | 3       |
| 20 | Bethanie Mattek-Sands (USA) | 3640 | 16(10) | 24 | 19 | 25 | 4       |

#### Páros világranglistát vezetők
| Név                 | Élre kerülés      | Lekerülés         |
| ------------------- | ----------------- | ----------------- |
| Barbora Strýcová    | 2019. október 21. | 2020. február 2.  |
| Hszie Su-vej        | 2020. február 3.  | 2020. február 23. |
| Kristina Mladenovic | 2020. február 24. | 2020. március 1.  |
| Hszie Su-vej        | 2020. március 2.  | év végéig         |

## Visszavonult versenyzők
Azon versenyzők felsorolása, akik 2020-ban vonultak vissza az aktív játéktól, vagy 52 hete nem vettek részt versenyen, és pályafutásuk során egyéniben vagy párosban legalább egy WTA-tornagyőzelmet szereztek, vagy a világranglistán a legjobb 100 közé kerültek.
- Fudzsivara Rika (1981. szeptember 19. Tokió, Japán) - 2005–2020 közötti profi pályafutása során egy páros WTA-tornát nyert meg, emellett egyéniben 9, párosban 36 ITF-versenyen végzett az első helyen. A Grand Slam-tornákon a legjobb eredményét párosban érte el, amikor a 2002-es Roland Garroson az elődöntőbe jutott. Egyéniben mind a négy Grand Slam-tornán az 1. körben játszott. 2002-ben a WTA Finals párosok versenyén az elődöntőig jutott. Az egyéni világranglistán a legjobb helyezése a 84. volt, amelyet 2005 augusztusában ért el, párosban 13. volt 2002 novemberében. 2020 márciusában jelentette be, hogy visszavonul a profi versenyzéstől.[29]
- Julia Görges (1988. november 2. Bad Oldesloe, Németország) - 2005–2012 közötti profi pályafutása során egyéniben hétszer, párosban ötször nyert WTA-tornát. ITF-versenyeken hatszor diadalmaskodott mindkét versenyszámban. A legjobb egyéni Grand Slam-eredményét a 2018-as wimbledoni teniszbajnokságon érte el, ahol az elődöntőbe jutott. Párosban a 2015-ös és a 2016-os Australian Openen, valamint  a 2016-os wimbledoni tornán is elődöntőbe jutott. Vegyes párosban a 2014-es Roland Garroson döntőt játszott. 2017-ben megnyerte a WTA Elite Trophy évzáró bajnokok tornáját. Legelőkelőbb egyéni világranglista-helyezése a 9. hely volt, ezt 2018. augusztus 20-án érte el, párosban a legjobbjaként a 12. helyen állt 2016. augusztus 22-én. 2020. október 21-én jelentette be, hogy visszavonul a profi versenyzéstől.[30]
- Vania King (1989. február 3. Monterey Park, Amerikai Egyesült Államok) - 2006–2020 közötti profi pályafutása során 1 egyéni és 15 páros WTA-tornát nyert meg, emellett 5 páros ITF-tornán végzett az első helyen. Legjobb egyéni világranglista-helyezése az 50. hely volt, ezt 2006. november 6-án érte el, párosban a 3. hely 2011. június 6-án. A Grand Slam-tornákon a legjobb eredménye egyéniben a 3. kör, amelyet a 2011-es Roland Garroson, a 2012-es Australian Openen, valamint a 2009-es és a 2011-es US Openen ért el. Párosban két Grand Slam-tornagyőzelmet aratott 2010-ben Wimbledonban és a US Openen végzett az első helyen. 2020. áprilisban jelentette be a profi tenisztől való visszavonulását.[31]
- Johanna Larsson (1988. augusztus 17. Boden, Svédország) - 2006–2020 közötti profi pályafutása során 2 egyéni és 14 páros WTA-tornát nyert meg, emellett 13 egyéni és 17 páros ITF-tornán végzett az első helyen. Legjobb egyéni világranglista-helyezése a 45. hely volt, ezt 2016. szeptember 19-én érte el, párosban a 20. hely 2017. október 30-án. A Grand Slam-tornákon a legjobb eredménye egyéniben a 3. kör, amelyet a 2014-es Roland Garroson, valamint a 2014-es és a 2016-os US Openen ért el. Párosban az elődöntőig jutott a 2019-es Roland Garroson. 2020. február végén jelentette be a profi tenisztől való visszavonulását.[32]
- Jekatyerina Makarova (1988. június 7. Moszkva, Oroszország) - 2004–2020 közötti profi pályafutása során 3 egyéni és 15 páros WTA-tornát nyert meg, emellett 3 egyéni és 10 páros ITF-tornán végzett az első helyen. Legjobb egyéni világranglista-helyezése a 8. hely volt, ezt 2015. április 6-án érte el, párosban 2018. június 11-én a világranglista élére került, és öt héten keresztül állt ott. A 2016-os riói olimpián női párosban Jelena Vesznyina partnereként olimpiai bajnoki címet szerzett, és ugyanebben az évben megnyerték az év végi világbajnokságnak tekintett WTA Finals tornát is. Négyszeres Grand Slam-tornagyőztes, Jelena Vesznyinával párt alkotva megnyerték a 2013-as Roland Garrost, a 2014-es US Opent és a 2017-es wimbledoni teniszbajnokságot. Emellett döntőt játszottak a 2014-es Australian Openen, a 2015-ös wimbledoni versenyen, a 2016-os Roland Garroson és a 2018-as Australian Openen is. Vegyes párosban is rendelkezik egy Grand Slam-trófeával, 2012-ben a US Openen a brazil Bruno Soares párjaként lett első, és döntős volt a 2010-es Australian Openen is. 2020. január 29-én jelentette be a profi tenisztől való visszavonulását.[33]
- Jessica Moore (1990. augusztus 16. Perth, Ausztrália) - 2008–2020 közötti profi pályafutása során két páros WTA-tornagyőzelmet szerzett, emellett négy egyéni és 31 páros ITF-tornán végzett az első helyen. Legjobb egyéni világranglista-helyezése egyéniben a 132. hely volt, ezt 2008. október 27-én érte el, párosban a legjobbjaként 2019. május 13-án az 52. helyre került. 2008-ban egyéniben a junior lányok versenyén döntőt játszott az Australian Openen, párosban Polona Hercoggal megnyerte a junior lánypárosok tornáját a Roland Garroson és Wimbledonban. A felnőtt Grand Slam-tornákon a legjobb eredménye egyéniben és párosban is a 2. kör. 2008-ban és 2009-ben tagja volt Ausztrália Fed-kupa-válogatottjának. A 2020-as Australian Opent követően jelentette be a profi tenisztől való visszavonulását.[34]
- Pauline Parmentier (1986. január 31. Cucq, Franciaország) - 2000–2020 közötti profi pályafutása során egyéniben négy WTA-tornát nyert meg, ezen kívül tíz egyéni és három páros ITF-tornán végzett az első helyen. A Grand Slam-tornákon a legjobb eredménye a 2014-es Roland Garroson egyéniben elért 4. kör. Párosban ugyancsak a 2014-es Roland Garroson legjobbjaként a 3. körig jutott. Legjobb egyéni világranglista-helyezése 40. hely volt, ezt 2008. július 21-én érte el, párosban 2012. április 30-án került a legjobbjának számító 89. helyre. A 2008-as pekingi olimpián egyéniben és párosban képviselte Franciaországot. 2010–2019 között szerepelt a francia Fed-kupa-csapatban, 2019-ben tagja volt a trófeát elnyerő francia válogatottnak. A 2020-as Roland Garrost követően vonult vissza a profi tenisztől.[35]
- Magdaléna Rybáriková (1988. október 4. Pöstyén, Szlovákia) - 2005–2020 közötti profi pályafutása során négy egyéni és egy páros WTA-tornát nyert meg, emellett öt egyéni és egy páros ITF-tornagyőzelmet aratott. A Grand Slam-tornákon a legjobb eredménye egyéniben a 2017-es wimbledoni teniszbajnokságon elért elődöntő; párosban 2014-ben Wimbledonban ugyancsak elődöntőt játszott. Juniorként 2006-ban Wimbledonban a döntőben maradt alul Caroline Wozniackival szemben. Legjobb egyéni világranglista-helyezése a 17. hely volt, ezt 2018. március 5-én érte el, párosban az 50. helyig jutott 2011. június 6-án. 2005–2015 között tagja volt Szlovákia Fed-kupa-válogatottjának. 2020. március 5-én bejelentette, hogy az áprilisban Budapesten rendezett Fed-kupa-finálé után visszavonul a profi tenisztől. A Fed-kupa-finálé a világjárvány miatt 2021-re lett halasztva, ezt azonban már nem várta meg és 2020. október végén hivatalosan is bejelentette visszavonulását.[36]
- María José Martínez Sánchez (1982. augusztus 12. Yecla, Spanyolország) - 1996–2020 közötti profi pályafutása során 5 egyéni és 21 páros WTA-tornát nyert meg, emellett 12 egyéni és 22 páros ITF-tornán végzett az első helyen. Legjobb egyéni világranglista-helyezése a 19. hely volt, ezt 2009. május 10-én érte el, párosban 2010. július 5-én a 4. helyre került. Juniorként 2000-ben megnyerte a lány párosok versenyét a Roland Garroson és egyéniben döntős volt az Australian Openen. A junior világranglistán a legjobb helyezése a 2. hely volt. Felnőttként egyéniben mind a négy Grand Slam-tornán a 3. körig jutott, párosban elődöntős volt a 2010-es és a 2012-es Roland Garroson, valamint a 2012-es US Openen. 2009-ben párosban Nuria Llagostera Vives párjaként megnyerte az év végi világbajnokságot, miután a döntőben legyőzték a Cara Black–Liezel Huber kettőst. 2020. január 16-án jelentette be visszavonulását.[37]
- Romina Oprandi (1986. március 29. Bern, Svájc) - 2005–2012 között Olaszország, majd ezt követően Svájc színeiben versenyzett. 2005–2020 közötti profi pályafutása során egy páros WTA-tornát nyert meg, emellett egyéniben 26, párosban 11 ITF-versenyen végzett az első helyen. A Grand Slam-tornákon a legjobb eredménye egyéniben a harmadik kör volt, amelyet a 2012-es Australian Openen sikerült elérnie. Az egyéni világranglistán a legjobb helyezése a 32. volt, amelyet 2013. június 10-én ért el, párosban 112. volt 2007. május 28-án. Sorozatos sérülések miatt 2020 májusában jelentette be visszavonulását.[38]
- Marija Sarapova (1987. április 19. Nyagany, Szovjetunió) - 2001–2020 közötti profi pályafutása során 36 egyéni és 3 páros WTA-tornát nyert meg, emellett 4 egyéni ITF-tornán végzett az első helyen. Legjobb egyéni világranglista-helyezése az 1. hely volt, ezt először 2005. augusztus 22-én érte el, és még négy alkalommal állt összesen 21 héten át a világranglista élén. Párosban 2004. június 14-én a 41. helyre került. Juniorként 2002-ben döntős volt egyéniben a 2002-es Australian Openen, valamint a 2002-es wimbledoni teniszbajnokságon. Felnőttként egyéniben teljesítette a karrier Grand Slamet, miután megnyerte a 2004-es wimbledoni teniszbajnokságot, a 2006-os US Opent, a 2008-as Australian Opent és a 2012-es Roland Garrost. ötödik Grand Slam-tornagyőzelmét a 2014-es Roland Garroson szerezte. 2004-ben megnyerte az év végi világbajnokságot. 2008-ban tagja volt a Fed-kupa-győztes orosz válogatottnak. A 2012-es londoni olimpián ezüstérmet szerzett egyesben, miután a döntőben vereséget szenvedett Serena Williamstől. Utolsó profi mérkőzését a 2020-as Australian Openen játszotta, ahol az első körben vereséget szenvedett a horvát Donna Vekićtől. 2020. február 26-án jelentette be visszavonulását.[39]
- Ana Tatisvili (1990. február 3. Tbiliszi, Grúzia) - 2005–2020 közötti profi pályafutása során egyéniben tizenegy, párosban nyolc ITF-versenyt és egy WTA-tornát nyert meg. A Grand Slam-tornákon a legjobb eredménye egyéniben a negyedik kör volt, amelyet a 2012-es US Openen sikerült elérnie, párosban a 3. kör, amelybe a 2011-es US Openen jutott. Az egyéni világranglistán a legjobb helyezése az 50. volt, amelyet 2012. októberben ért el, párosban 59. volt 2012. május 21-én. 2020. március 26-án jelentette be, hogy visszatérő sérülései miatt befejezi profi pályafutását.[40]
- Caroline Wozniacki (1990. július 11. Odense, Dánia) - 2005–2020 közötti profi pályafutása során 30 egyéni és 2 páros WTA-tornát nyert meg, emellett 4 egyéni ITF-tornán végzett az első helyen. Legjobb egyéni világranglista-helyezése az 1. hely volt, ezt először 2010. október 11-én érte el, és egy hét megszakítással 67 héten át folyamatosan vezette a világranglistát, majd 2018. január 29-én négy hétig ismét az élre került, így összesen 71 héten át állt a világranglista élén. Párosban 2009. szeptember 14-én az 59. helyre került. Juniorként 2006-ban megnyerte Wimbledonban a lányok egyéni versenyét, és döntős volt egyéniben a 2006-os Australian Openen, valamint párosban a 2006-os Roland Garroson. A junior világranglistán a legjobb helyezése a 2. hely volt. Felnőttként egyéniben megnyerte a 2018-as Australian Opent, és döntőt játszott a 2009-es, valamint a 2014-es US Openen. 2017-ben megnyerte az év végi világbajnokságot. Utolsó profi mérkőzését 2020. január 24-én az Australian Openen játszotta.[41]

## Visszatérők
- Kim Clijsters (1983. június 8. Bilzen, Belgium) – 2012-ben vonult vissza, és 2020. februárban a Dubai Duty Free Tennis Championships tornán lépett ismét pályára.
- Cvetana Pironkova (1987. szeptember 13. Plovdiv, Bulgária) – 2017-ben vonult vissza, majd 2018-ban gyermeke született. A 2020-as US Openen tért vissza, ahol a negyeddöntőig jutott.[42]